# 바라하
바라하(산스크리트어: वराह, Varāha, "멧돼지")는 힌두교의 신 비슈누의 아바타라 중 하나로, 멧돼지의 모습을 하고 있다. 바라하는 일반적으로 비슈누의 10대 아바타라를 뜻하는 다샤바타라의 세 번째 아바타라로 등재되어 있다.
전설에 따르면, 악마 히란야크샤가 대지의 여신 부미를 훔쳐 태초의 물 속에 숨겼을 때, 비슈누가 바라하의 모습으로 나타나 그녀를 구출했다. 바라하는 히란야크샤를 죽이고 우주 바다에서 대지를 되찾아 자신의 엄니 위에 들어 올리고, 우주에서의 제자리를 회복시켰다.
바라하는 멧돼지 또는 멧돼지의 머리와 인간의 몸을 가진 반인반수 형태로 묘사된다. 바라하는 종종 그의 배우자인 대지 여신 부미를 들어 올리는 모습으로 묘사된다.

## 어원 및 다른 이름
바라하라는 이름은 "멧돼지" 또는 "멧돼지"를 뜻하는 산스크리트어 바라하(데바나가리: वराह, varāha)에서 유래했다.
varāha라는 단어는 "멧돼지"를 뜻하는 원시 인도이란어 warāȷ́ʰá에서 유래했다. 따라서 아베스타어 varāza, 쿠르드어 beraz, 중기 페르시아어 warāz, 신 페르시아어 gorāz (گراز)와 관련이 있으며, 모두 "멧돼지"를 의미한다.
산스크리트 문법학자이자 어원학자인 야스카(기원전 300년경)는 바라하라는 단어가 뿌리 √hr에서 유래했다고 말한다. 모니에르-윌리엄스 사전은 뿌리 √hr이 "'제공하다', '능가하다, 압도하다, 초월하다', '매료시키다, 매혹하다', '악이나 죄를 제거하다'" 그리고 "가져가다, 가져가버리다, 빼앗다, 강탈하다"를 의미한다고 말한다.
야스카에 따르면, 멧돼지는 "뿌리를 뽑거나 모든 좋은 뿌리를 뽑아버리는" 동물이기 때문에 바라하라고 불린다. 바라하라는 단어는 리그베다의 1.88.5, 8.77.10, 10.28.4와 같은 구절에서 "멧돼지"를 의미하는 것으로 발견된다.
이 단어는 또한 "비구름"을 의미하며 일부 리그베다 찬가에서 상징적으로 사용되는데, 예를 들어 베다 신 브리트라가 리그베다 구절 1.61.7과 10.99.6에서 바라하라고 불리고, 소마의 별칭이 10.97.7에서 바라하라고 불린다. 이후 비와 관련된 의미는 vara-aharta로 발전하여 "좋은 것을 가져오는 자"(비)를 의미하게 되었고, 이는 야스카도 언급했다.
야스카는 바라하라는 단어의 세 번째 의미를 언급한다. 앙기라스의 베다 그룹은 바라하 또는 집합적으로 바라하바라고 불린다.
바라하 신은 또한 '멧돼지'를 뜻하는 숙카라(산스크리트어 सूकर, sūkara)라는 별칭으로도 불리는데, 이 단어는 리그베다(예: 7.55.4)와 아타르바베다(예: 2.27.2)에서도 사용된다. 이 단어는 문자 그대로 "호흡 시 특이한 코 소리를 내는 동물"을 의미하며, 바가바타 푸라나에서는 바라하가 신 브라흐마의 콧구멍에서 태어났을 때 숙카라라고 불린다.

## 전설과 경전적 언급

### 베다적 기원

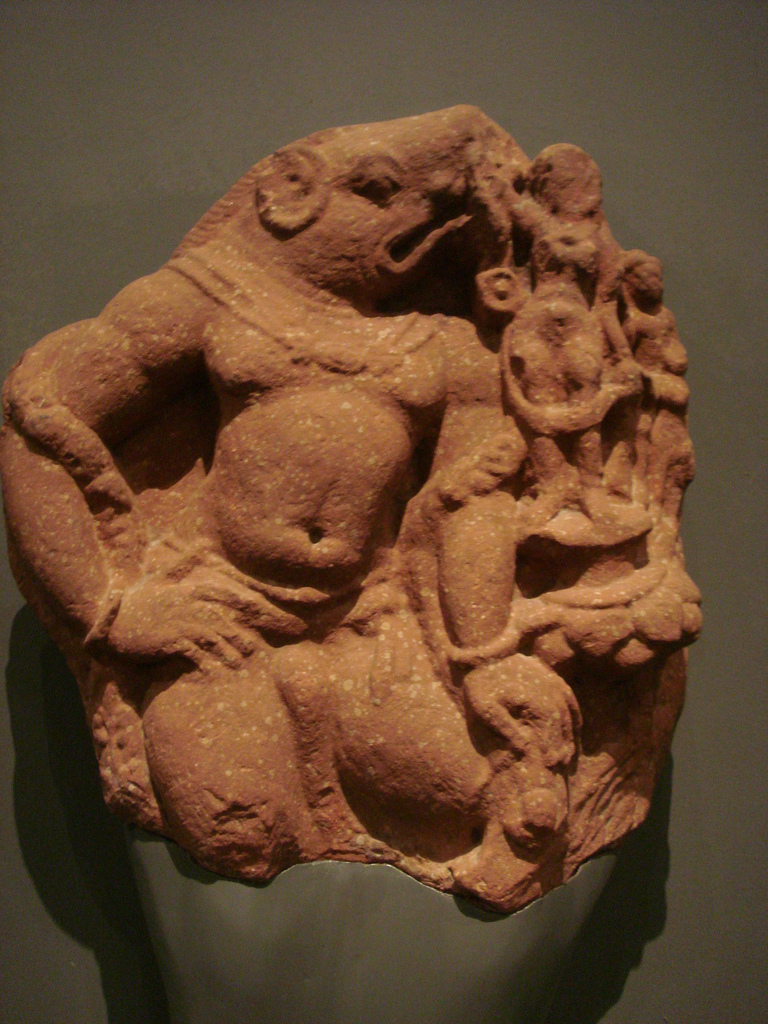
바라하가 배우자 부미를 안고 있는 3세기 CE 사암상, 마투라 미술, LACMA 소장.

바라하의 기원은 가장 오래된 힌두 경전인 베다에서 찾을 수 있다. 바라하는 원래 프라자파티 (브라흐마 신과 동일시됨)의 한 형태로 묘사되었지만, 이후 힌두 경전에서는 비슈누의 아바타라로 진화했다. 비슈누의 다른 두 아바타라(마츠야 (물고기)와 쿠르마 (거북이))도 나중 전통에서 비슈누의 형태로 나타나기 전에 프라자파티와 동일시되었다.
아서 앤서니 맥도넬은 바라하 전설의 기원을 가장 오래된 베다인 리그베다의 두 구절(1.61.7 및 8.66.10)에서 찾는다. 비슈누는 인드라 신의 도움을 받아 멧돼지(브리트라로 맥도넬이 1.121.11 구절에 근거하여 식별함)에게서 백 마리의 들소를 훔치고, 인드라는 산을 가로질러 쏘아 "사나운" 짐승을 죽인다. 아서 베리데일 키스도 맥도넬의 의견에 동의하며, 산을 구름으로 해석하고 살해를 인드라가 아수라 브리트라를 죽인 이야기의 재해석으로 본다. 14세기 베다 주석가 사야나는 타이티리야 삼히타(6.2.4)가 리그베다 버전을 자세히 설명한다고 말한다. 그러나 리그베다는 멧돼지에 의한 대지 구조의 고전적인 전설에 대한 암시를 주지 않는다. 경전에서 루드라 신은 "하늘의 멧돼지"라고 불린다. 비슈누도 멧돼지를 죽인 적이 있다. 개를 이용한 멧돼지 사냥과 도살도 언급된다.
타이티리야 삼히타(6.2.4)는 "부의 약탈자"인 멧돼지가 일곱 언덕 너머에 아수라의 부를 숨긴다고 언급한다. 인드라는 신성한 쿠샤 풀 칼날로 멧돼지를 쳐서 산을 꿰뚫어 죽인다. 비슈누("희생", 야즈나)는 죽은 멧돼지를 신들에게 희생 제물로 바치고, 이에 따라 신들은 아수라의 보물을 얻는다. 비슈누는 희생이면서 동시에 "희생을 가져오는 자"이며, 멧돼지는 희생이다. 이 이야기는 차라카 브라마나와 카타카 브라마나에서도 회상되며, 후자는 멧돼지를 에무샤라고 부른다.
J. L. 브록킹턴에 따르면, 베다 문헌에는 두 가지 별개의 멧돼지 신화가 있다. 하나는 멧돼지가 프라자파티의 한 형태로 묘사되고, 다른 하나는 에무샤라는 아수라가 인드라와 비슈누와 싸우는 멧돼지이다. 샤타파타 브라마나의 14.1.2절은 두 신화를 조화시키고 에무샤를 프라자파티와 혼동한다.
고전 바라하 전설의 가장 초기 버전은 타이티리야 삼히타와 샤타파타 브라마나에서 발견되며, 학자들은 어떤 것이 핵심 버전인지에 대해 의견이 다르다. 샤타파타 브라마나는 우주가 태초의 물로 이루어져 있었다고 이야기한다. 손 크기만 한 땅이 그 안에 갇혀 있었다. 프라자파티는 멧돼지(바라하)의 모습으로 물속에 뛰어들어 땅을 밖으로 가져온다. 그는 그 후에 땅과 결혼한다. 샤타파타 브라마나는 멧돼지를 에무샤라고 부르는데, 키스는 리그베다에서 멧돼지의 별명인 에무샤와 관련시킨다. 타이티리야 삼히타(7.1.5)에서는 바람으로 떠돌던 프라자파티가 "우주창조적" 멧돼지의 형상을 취하여 원시의 물에서 대지 여신을 들어 올린다. 비슈바카르마(세상 창조자)로서 그는 그녀를 평평하게 만들었고, 따라서 그녀, 즉 대지는 "확장된 것"을 뜻하는 프리티비라고 불렸다.
타이티리야 아란야카(10.1.8)는 "백 개의 팔을 가진 검은 멧돼지"에 의해 땅이 들어 올려졌다고 말한다. 타이티리야 브라마나(1.1.3.6)는 타이티리야 삼히타의 이야기를 확장한다. "창조주"는 우주가 어떻게 되어야 할지 숙고하고 있었다. 그는 연꽃잎을 보고 그 아래를 탐험하기 위해 멧돼지 모양을 취했다. 그는 진흙을 발견하고 그 진흙을 잎 위에 펼쳐 물 위로 솟아났다. 그것은 지구라고 불렸는데, 부미는 문자 그대로 "확장된 것"을 의미한다.

### 창조 전설

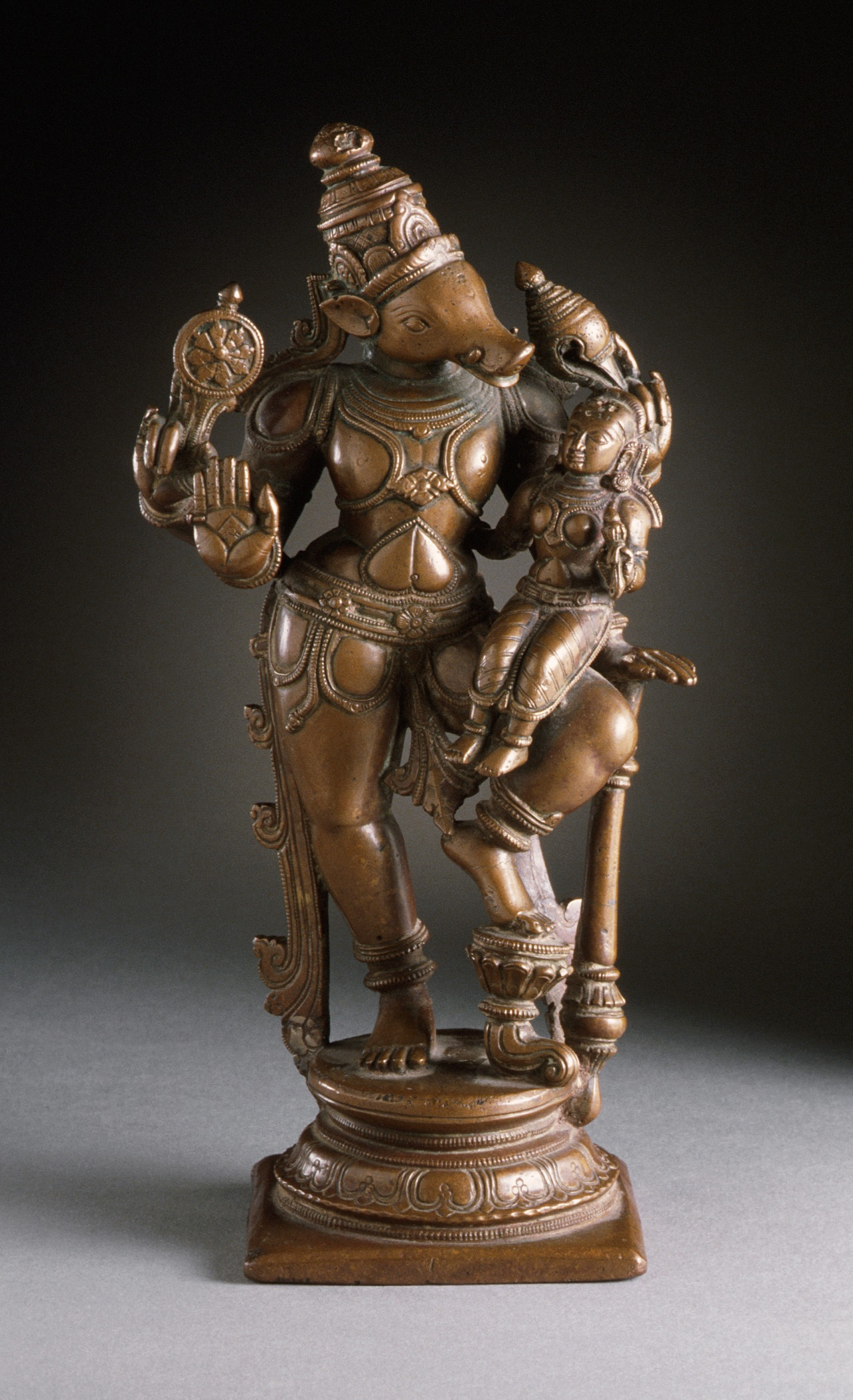
1600 CE 타밀나두주의 구리상인 배우자 부미와 바라하.

서사시 라마야나의 아요디아 칸다 서적은 바라하가 프라자파티와 브라흐마와의 연결을 유지한다고 언급한다. 우주생성론적 신화에서, 브라흐마는 태초의 물로 가득 찬 우주에 나타나 물에서 대지를 들어올리기 위해 멧돼지의 형상을 취하며; 창조는 브라흐마와 그의 자손으로 시작된다. 이 서사시의 유다 칸다 서적은 라마(서사시의 영웅으로, 비슈누와 동일시됨)를 "외뿔 멧돼지"라고 칭송하는데, 이는 바라하에 대한 암시로 해석되며 바라하를 비슈누와 연결시킨다. 서사시 마하바라타에서, 나라야나("물 속에 누워 있는 자", 원래 브라흐마의 별칭이었으나 나중에 비슈누에게 넘어감)는 멧돼지로서 대지를 구출한 자로 칭송된다.
푸라나는 바라하가 프라자파티-브라흐마의 형태에서 나라야나-비슈누의 아바타라로 완전히 전환되는 과정을 담고 있다. 브라흐만다 푸라나, 바유 푸라나, 비슈누 푸라나, 링가 푸라나, 마르켄데야 푸라나, 쿠르마 푸라나, 가루다 푸라나, 파드마 푸라나, 시바 푸라나는 브라흐마가 비슈누와 동일시되어 바라하 형태로 원시의 물에서 대지를 들어 올리는 유사한 우주론적 신화들을 가지고 있다.
가장 오래된 푸라나 중 하나인 브라흐만다 푸라나는 현재의 칼파("시대")를 바라하 칼파라고 부르며, 브라흐마가 잠에서 깨어난다고 서술한다. 브라흐마는 나라야나("물에 누워 있는 자")라고 불린다. 바유 푸라나는 브라흐마가 물속에서 바람처럼 돌아다닌다고 말하는데, 이는 베다 타이티리야 브라마나 버전의 암시로 해석된다. 유사하게 베다 버전을 암시하며, 상세한 브라흐만다 푸라나 버전은 브라흐마가 "보이지 않는다"고 말하고, 짧은 요약은 그가 바람이 된다고 말한다. 브라흐만다 푸라나에서, 그는 땅이 물속에 있다는 것을 깨닫고, 짐승이 물에서 노는 것을 좋아하기 때문에 바라하의 형상을 취하기로 결정한다. 멧돼지 형상을 취하는 유사한 이유는 링가 푸라나, 마츠야 푸라나, 그리고 바유 푸라나에서도 주어진다. 비슈누 푸라나와 마르켄데야 푸라나는 브라흐마-나라야나가 이전 칼파에서 취했던 물고기(마츠야)와 거북이(쿠르마)의 형상과 유사하게 바라하의 형상을 취하기로 결정했다고 덧붙인다.
브라흐마 푸라나, 스칸다 푸라나의 바이슈나바 칸다에 있는 벤카타찰라 마하트미아, 그리고 비슈누 스므리티는 약간의 변형이 있지만 브라흐마가 빠진 이야기를 서술한다. 오직 비슈누만이 모호함 없이 바라하가 되어 가라앉은 대지를 물에서 들어올린다. 마하바라타의 후기 추가분에서, 외뿔(에카-슈링가) 바라하(비슈누와 동일시됨)는 비슈누가 야마 (죽음의 신)의 의무를 맡고 죽음이 땅을 점령할 때 과밀화의 부담으로 가라앉는 대지를 들어올린다. 마츠야 푸라나와 하리밤사에서, 칼파의 시작에 비슈누는 우주 황금 알에서 다양한 세계를 창조한다. 새로운 산의 무게를 견디지 못하고 에너지를 잃은 대지는 악마의 거처인 지하 세계 라사탈라의 물속으로 가라앉는다. 바가바타 푸라나의 첫 번째 기록에 따르면, 창조의 초기 단계에서 브라흐마는 다양한 존재를 창조하지만, 대지가 물속에 있다는 것을 발견한다. 바라하(비슈누와 동일시되는 희생의 주님)는 브라흐마의 콧구멍에서 작은 짐승(엄지손가락 크기)으로 나타나지만, 곧 자라기 시작한다. 바라하의 크기는 코끼리만 해지고, 이어서 거대한 산만 해지며, 나중에는 온 대지보다 더 커져서 브라흐마가 창조된 존재들을 그 위에 놓는 행성간 공간으로 대지를 들어 올린다.

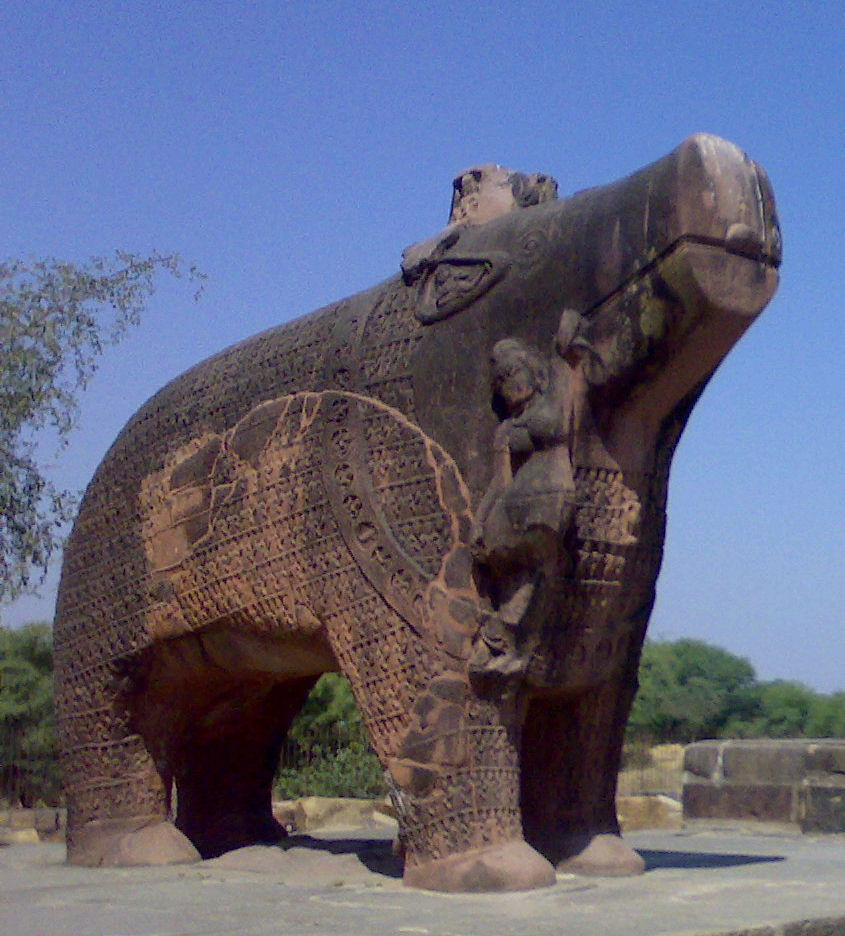
에란의 거대한 바라하는 바라하의 가장 초기에 알려진 완전한 동물 형태의 우상 중 하나이다. 토라마나의 에란 멧돼지 비문은 서기 510년경 후나 왕 토라마나에 의해 헌정되었다.

경전들은 바라하의 거대한 크기를 강조한다. 브라흐만다 푸라나, 바유 푸라나, 마츠야 푸라나, 하리밤사, 링가 푸라나는 바라하가 폭 10 yojana%s (요자나의 범위는 논쟁 중이며 6–15 킬로미터 (3.7–9.3 mi) 사이이다)이고 높이 1000 요자나라고 묘사한다. 그는 산처럼 크고 태양처럼 불타오른다. 비구름처럼 어두운 피부색에 그의 엄니는 희고 날카로우며 무시무시하다. 그의 몸은 땅과 하늘 사이의 공간만 하다. 그의 우렁찬 포효는 무섭다. 한 예로, 그의 갈기는 너무나 불처럼 뜨겁고 무서워서 물의 신 바루나가 바라하에게 자신을 구해달라고 요청한다. 바라하는 응하여 갈기를 접는다.
브라흐만다 푸라나와 바유 푸라나와 같은 초기 문헌들은 타이티리야 브라마나의 베다 우주론적 개념인 야즈나-바라하(희생으로서의 바라하)를 발전시킨다. 브라흐만다 푸라나는 베다 희생으로 구성된 멧돼지 형상을 취하여 물속에 뛰어들어 지하 세계에서 지구를 발견한다고 묘사한다. 바라하의 다양한 신체 부위는 야즈나(희생)의 다양한 도구나 참여자에 비유된다. 이러한 야즈나-바라하의 묘사는 다른 다양한 푸라나(브라흐마 푸라나, 바가바타 푸라나, 마츠야 푸라나, 파드마 푸라나, 스칸다 푸라나의 벤카타찰라 마하트미아, 비슈누다르모타라 푸라나), 하리밤사, 스므리티 경전(비슈누 스므리티 포함,), 탄트라 및 샹카라의 비슈누 사하스라나마 주석에서 야즈낭가("몸이 야즈나인 자")라는 별칭을 설명하는 데 채택되었다. 비슈누 푸라나, 바가바타 푸라나, 파드마 푸라나는 바라하가 지구를 구한 후 자나로카의 현자들이 바라하에게 바치는 찬가 안에 희생 묘사를 포함한다. 로셴 달라은 비슈누 푸라나에 기반한 그의 도상학의 상징주의를 다음과 같이 설명한다.
그의 네 발은 베다(경전)를 상징한다. 그의 엄니는 희생의 말뚝을 상징한다. 그의 이는 제물이다. 그의 입은 제단이며, 혀는 희생의 불이다. 그의 머리카락은 희생의 풀을 나타낸다. 눈은 낮과 밤을 상징한다. 머리는 모든 것의 자리이다. 갈기는 베다의 찬송가를 나타낸다. 그의 콧구멍은 제물이다. 그의 관절은 다양한 의식을 나타낸다. 귀는 의례(자발적 및 의무적)를 나타낸다고 한다.
비슈누 푸라나, 마츠야 푸라나, 하리밤사와 파드마 푸라나와 같은 일부 문헌에는 바라하에게 바치는 찬가와 대지의 구원 간청이 포함되어 있다. 이들은 이 단계에서 바라하를 비슈누와 명확히 동일시한다. 또한 브라흐만다 푸라나와 다른 문헌에서는 바라하가 물에서 솟아올라 대지를 엄니에 싣고 물 위에 배처럼 떠오르게 한다. 바라하는 대지를 평평하게 하고 산을 만들어 일곱 개의 큰 부분으로 나눈다. 또한 비슈누와 동일시되는 브라흐마는 산, 강, 바다, 다양한 세계뿐만 아니라 다양한 존재들과 같은 자연적 특징들을 창조한다. 벤카타찰라 마하트미아와 바가바타 푸라나의 첫 번째 기록은 다른 문헌에서 그에게 귀속된 창조 활동을 생략하고 바라하에 의한 지구의 구출만을 언급한다. 벤카타찰라 마하트미아는 바라하가 지구 아래에 세계 코끼리, 뱀 세샤, 그리고 세계 거북을 지지대로 두었다고 말한다. 그의 명령에 따라 브라흐마는 다양한 존재들을 창조한다. 바가바타 푸라나는 푸라나의 다른 이야기들에서 히란야크샤와 동일시되는 악마의 살해를 암시한다.
링가 푸라나와 마르켄데야 푸라나는 바라하를 우주생성 신화를 제외하고는 지구의 구원자로 비슈누와 명확하게 동일시한다.

### 악마의 살해자

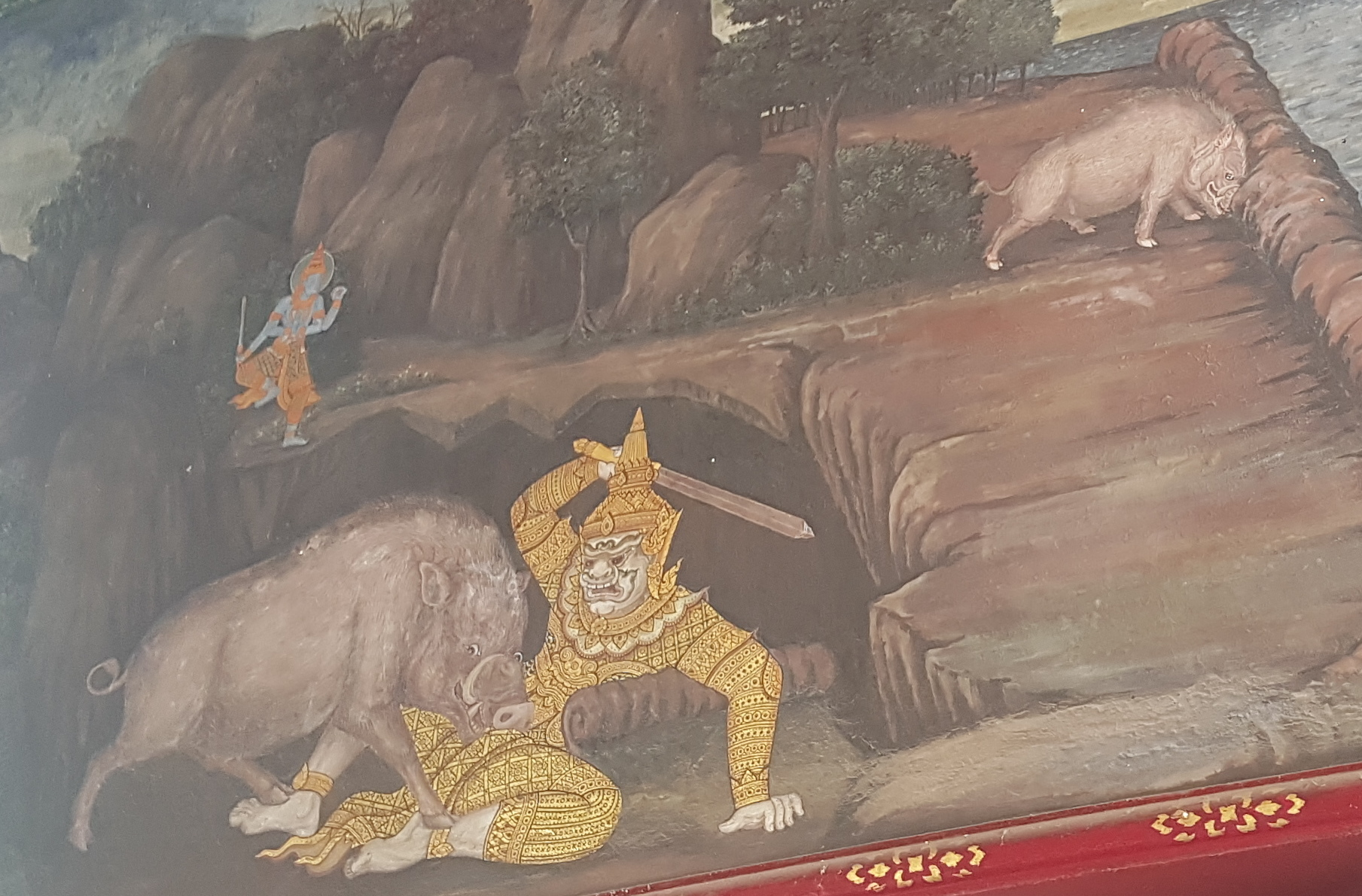
태국판 라마야나인 라마키엔의 한 장면 - 비슈누(위차누)가 멧돼지로 변신하여 세상을 차지하려 땅을 움켜쥐는 악마 히란야크샤(히란타)를 죽인다.

마하바라타에서 악마 히란야크샤에 대한 초기 언급들은 그를 바라하와 연결시키지 않지만, 비슈누는 나라카라는 악마를 죽이기 위해 멧돼지 형태로 변했다고 한다. 또 다른 후기 삽입에서는 비슈누가 대지를 들어올릴 뿐만 아니라 모든 다나바 (악마)를 물리치는 것으로 묘사된다. 후기 구절에서는 히란야크샤와 바라하의 연관성이 시작된다. 비슈누는 세 차례에 걸쳐 히란야크샤의 정복자인 바라하로 칭송된다.
아그니 푸라나는 악마 히란야크샤의 소멸을 바라하의 주요 목적으로 언급한다. 링가 푸라나와 쿠르마 푸라나는 다이티야(악마, 문자 그대로 디티의 "아들") 히란야크샤가 신들을 물리치고 지하 세계에 지구를 가둔다고 서술한다. 바라하 형태를 취한 비슈누는 엄니로 악마를 꿰뚫어 살해한다. 나중에 그는 지하 세계에서 지구를 들어 올려 원래 위치로 복원한다. 링가 푸라나는 계속해서 다음과 같이 말한다. 나중에 비슈누는 자신의 멧돼지 몸을 버리고 바이쿤타의 천상 거처로 돌아간다. 지구는 그의 엄니의 무게를 견딜 수 없다. 시바는 똑같은 것을 장식으로 사용하여 지구를 구원한다.
브라흐만다 푸라나, 바유 푸라나, 마츠야 푸라나 및 파드마 푸라나는 바라하와 아수라 (악마)의 싸움이 이 칼파에서 신과 악마 사이의 열두 번의 싸움 중 하나라고 언급한다. 브라흐만다 푸라나는 히란야크샤가 바라하의 엄니에 꿰뚫렸다고 말하며, 바유 푸라나는 바라하가 지구를 구출하기 전에 히란야크샤가 이 전투에서 죽임을 당했다고 언급한다. 하리밤사는 히란야크샤가 이끄는 악마들이 신들을 압도하고 투옥했으며, 비슈누는 멧돼지 형태로 변신하여 격렬한 전쟁 후 수다르샤나 차크라 (원반)로 악마 왕을 죽였다고 서술한다.
파드마 푸라나의 스리스티 칸다 서적은 히란야크샤가 이끄는 신과 악마 간의 전쟁에 대해 상세히 설명한다. 악마 군대는 신들에게 패배하지만, 신들은 다시 악마 왕에게 압도당한다. 비슈누는 히란야크샤와 백 년 동안 신성한 세월 동안 싸우고, 마침내 악마는 몸을 늘려 땅을 붙잡고 저승으로 도망친다. 비슈누는 그를 따라 바라하 형태로 변신하여 땅을 구출한다. 치열한 철퇴 전투 끝에 바라하는 마침내 자신의 원반으로 악마의 목을 베어 죽인다.
시바 푸라나에서 히란야크샤의 섬멸은 시바가 그의 양아들 안다카를 제압하는 이야기에서 간략하게 등장한다. 악마 왕 히란야크샤는 지구를 파탈라에 가둔다. 비슈누는 바라하(희생과 동일시됨)가 되어 악마 군대를 코로 후려치고 엄니로 꿰뚫고 다리로 차서 학살한다. 마침내 바라하는 자신의 원반으로 악마 왕의 목을 베고 안다카를 그의 후계자로 즉위시킨다. 그는 엄니로 지구를 들어 올려 원래 자리에 놓는다.

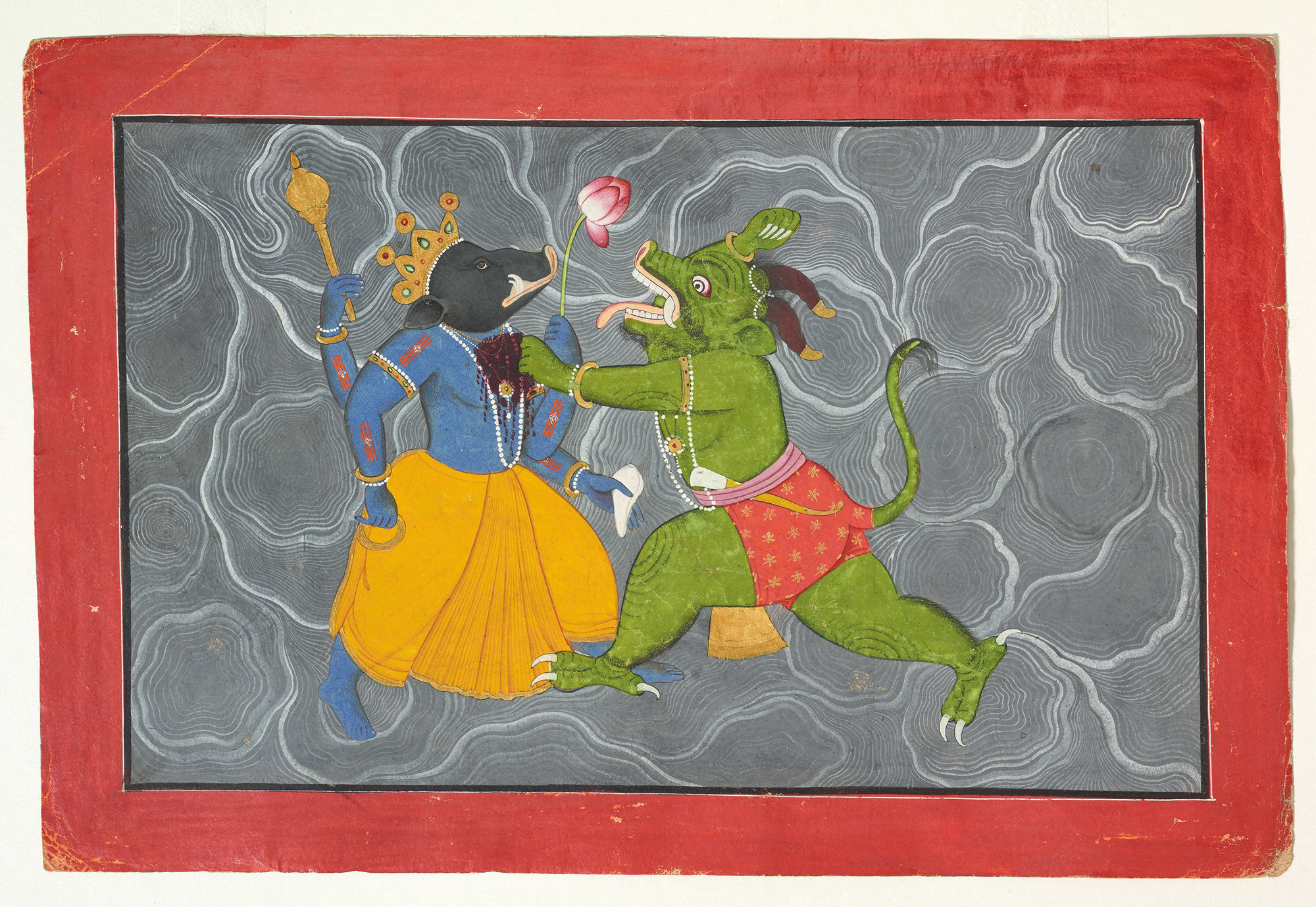
바라하가 악마 히란야크샤와 싸우는 장면, 마나쿠 (c. 1740)의 에서 발췌

바가바타 푸라나의 상세한 두 번째 설명은 자야와 비자야, 즉 비슈누의 거처 바이쿤타의 문지기들이 네 명의 쿠마라에게 악마로 태어날 것이라는 저주를 받았다고 서술한다. 첫 번째 환생에서 그들은 디티와 현자 카샤파의 쌍둥이 아들로서 다이티야 히란야카시푸 (비슈누의 또 다른 아바타라인 나라심하에 의해 살해됨)와 히란야크샤로 태어난다. 브라흐마의 축복을 받은 다이티야 왕 히란야크샤는 강력해져 우주를 정복했다. 그는 바다의 신 바루나에게 결투를 신청했고, 바루나는 그를 더 강력한 비슈누에게로 보냈다. 악마는 당시 지구를 구출하고 있던 바라하로 변한 비슈누를 마주한다. 악마는 바라하를 짐승이라고 조롱하며 지구를 건드리지 말라고 경고한다. 악마의 위협을 무시하고 바라하는 엄니로 지구를 들어 올린다. 바라하는 악마와 철퇴 결투를 벌인다. 바라하는 악마의 마법으로 창조된 악마 무리를 원반으로 파괴하고, 마침내 천 년간의 전투 끝에 앞다리로 히란야크샤를 때려 죽인다.
바가바타 푸라나를 언급하는 가루다 푸라나는 히란야크샤 이야기의 저주를 암시한다. 저주받은 비자야는 브라흐마의 축복을 받은 악마 히란야크샤로 태어난다. 그는 지구를 파탈라로 가져간다. 비슈누는 바라하로서 바다를 통해 파탈라에 들어간다. 그는 엄니로 지구를 들어 올리고 악마를 섬멸한 다음, 네 마리의 세계 코끼리를 지구를 지지하도록 놓고 스리무시남에 정착한다. 파드마 푸라나의 우타라칸다 서적도 쿠마라의 저주에 대해 서술한다. 자야와 비자야는 저주의 기간을 줄이기 위해 비슈누의 신봉자로서 일곱 번의 존재를 택하기보다 비슈누의 적으로서 지구에서 세 번의 환생을 선택한다. 히란야크샤는 지구를 지하 세계로 가져간다. 바라하는 엄니로 악마를 치명적으로 꿰뚫고 나서 뱀의 머리 위에 지구를 놓고, 지구를 지지하기 위해 세계 거북이 된다. 스칸다 푸라나의 아반티야 칸다 서적의 아반티크셰트라 마하트미야도 저주를 언급한다. 지구는 다이티야들의 고통으로 물속에 가라앉고, 바라하는 히란야크샤를 물리친다.
브라흐만다 푸라나, 바유 푸라나, 마츠야 푸라나에 따르면, 바라하는 전설의 섬 잠부드비파 안/근처의 수마나 산(암비케야 또는 리샤바라고도 불림)에서 히란야크샤를 살해했다고 한다. 바라하가 물에서 대지를 들어올린 것을 암시하는 것 외에도, 브라흐마바이바르타 푸라나는 히란야크샤가 바라하에 의해 살해되었다고 언급한다. 가루다 푸라나와 나라다 푸라나도 바라하를 히란야크샤를 죽인 자로 언급한다.
브라흐마 푸라나는 라크샤사 신두세나가 신들을 물리치고 제물을 저승 라사탈라로 가져갔던 또 다른 이야기를 서술한다. 신들의 간청에 따라 비슈누는 바라하의 형상을 취하여 라사탈라로 들어간다. 그는 악마들을 죽이고 제물을 입(mukha)에 물고 회수했으며, 그리하여 제물은 마카로 알려지게 되었다. 브라흐마기리 언덕 근처의 트림바크에서 바라하는 피 묻은 손을 강가강(고다바리강 또는 가우타미강과 동일시됨)에서 씻었는데, 이 물이 모여 성스러운 연못 바라하-티르타 또는 바라하-쿤다를 형성했다.

### 조상들의 구원자

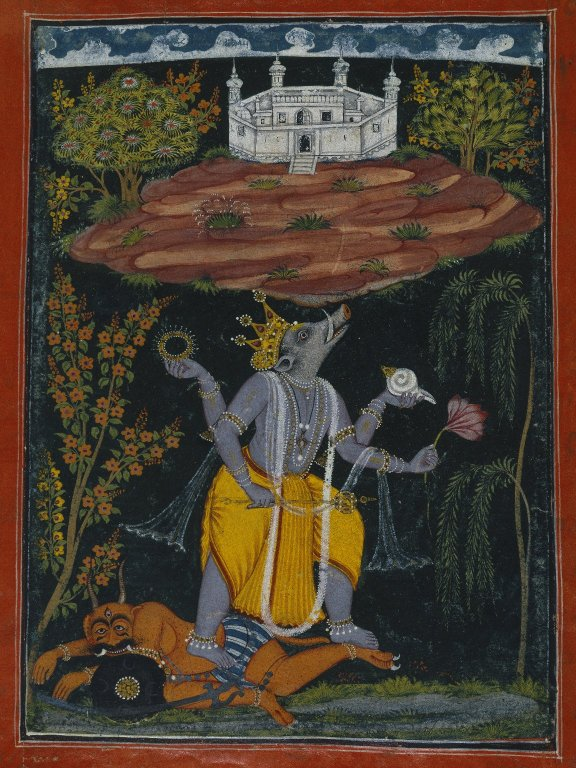
1720-50년경 지구를 구출하는 바라하

마하바라타의 한 대목에서는 바라하로 변한 비슈누가 대지를 들어 올린 후 엄니를 흔들자 세 개의 진흙 공이 남쪽으로 떨어지고, 그는 이것이 피트르 (조상)에게 바쳐질 세 개의 핀다 (쌀 공)라고 선언한다. 세 핀다와 바라하의 연관성은 서사시의 부록인 하리밤사, 비슈누다르모타라 푸라나, 브라흐마 푸라나와 같은 후기 문헌에서 재확인된다. 이 이야기는 피트르-야즈나 또는 슈라드다, 즉 조상에게 바치는 희생 의례의 신화를 구성한다.
브라흐마 푸라나는 바라하가 피트르(영혼)를 구원한 이야기를 서술한다. 한때 피트르는 달의 신 찬드라의 딸인 우르자(스바다, 코카라고도 불림)를 욕망했다. 찬드라의 저주를 받아 피트르는 높은 자리에서 히말라야 산맥의 인간으로 떨어졌고, 코카는 산맥의 강으로 변했다. 악마들이 피트르를 공격하자 그들은 코카 강 아래의 석판 아래로 숨었다. 피트르의 찬양을 받은 바라하는 엄니로 강에서 익사하는 피트르를 들어 올렸다. 그리고 그는 대지를 차야(의례에서 그의 배우자)로 삼아 피트르에게 제물과 핀다를 바치는 슈라드다 의식을 수행했다. 바라하는 피트르를 저주에서 해방시키고 코카가 스바다(피트르에게 바쳐지는 음식 또는 제물)로 다시 태어나 피트르의 아내가 되도록 축복했다. 또한 바라하와 접촉하여 대지로부터 나라카수라(바우마라고도 불림)가 태어났다. 또한 바라하가 피트르를 해방시킨 코카무카에 바라하 사원이 세워졌다.

### 자녀
비슈누 푸라나, 브라흐마 푸라나, 바가바타 푸라나는 나라카수라를 크리슈나 아바타라인 비슈누가 죽이는 에피소드에서 그가 바라하와 대지 여신 부미의 양아들이었다고 언급한다. 이야기의 일부 버전에서는 비슈누-바라하가 어떤 동의도 없이 아들을 죽이지 않겠다고 대지에게 약속한다. 크리슈나 형태로 비슈누는 크리슈나의 배우자이자 부미의 아바타라인 사트야바마의 도움으로 악마를 죽인다.
브라흐마바이바르타 푸라나는 바라하가 히란야크샤를 죽이고 물에서 대지를 구출했다고 서술한다. 바라하와 대지 여신은 서로에게 이끌려 사랑을 나누었다. 의식을 되찾은 후, 바라하는 대지를 숭배하고 집, 호수, 우물, 댐 등의 건설과 같은 특정 경우에 대지가 숭배되어야 한다고 선언했다. 그들의 결합으로 행성 화성의 신 망갈라가 태어났다.
스칸다 푸라나의 아반티크셰트라 마하트미야는 히란야크샤를 죽인 후 바라하의 심장에서 십라강이 솟아났다고 말한다. 따라서 성스러운 강은 바라하의 딸로 묘사된다.

### 아바타라 목록에서

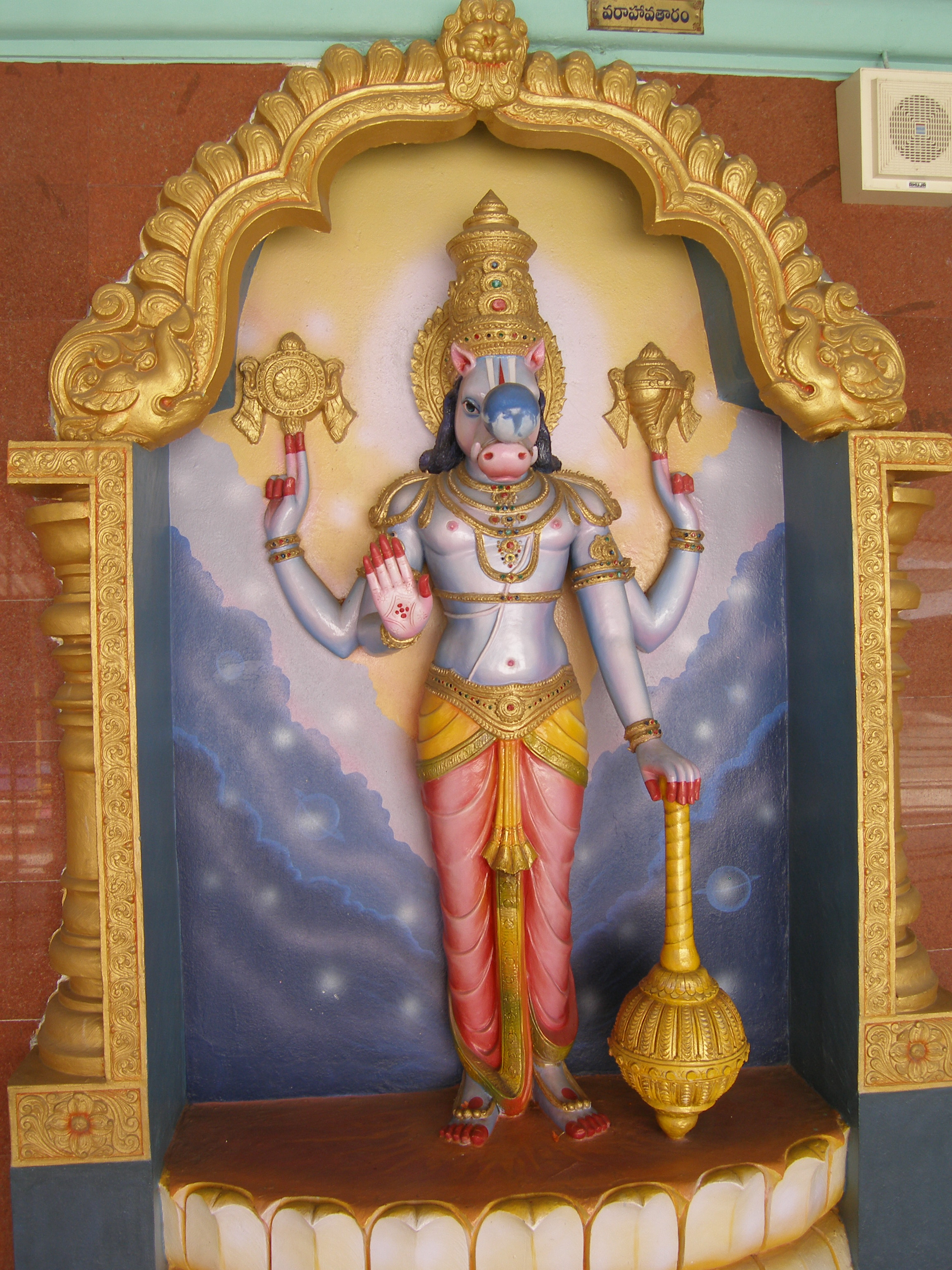
스리카쿨람의 현대 사원에 다샤바타라의 하나로 묘사된 바라하. 바라하는 지구를 지구본으로 잡고 있다.

마하바라타는 비슈누 신학의 아바타라 개념의 기초를 놓았는데, 초기 목록에서는 아바타라라는 용어 대신 프라두르바바("발현")라는 용어가 나타난다. 바라하는 초기 목록에서 "땅의 짐을 덜어주는" 나라야나-비슈누의 네 가지 화신 중 하나로 등재되어 있다. 후기 추가분으로 추정되는 다른 목록에서는 바라하가 여덟 프라두르바바 중 하나이다. 일부 서사시 원고는 이 목록을 고전적인 열 가지 다샤바타라 목록으로 확장하며, 바라하는 세 번째 또는 네 번째 프라두르바바로 등재되어 있다. 바라하는 일부 경우에 야즈나-바라하("희생 멧돼지")로 언급된다.
아그니 푸라나는 다샤바타라의 이야기들을 순서대로 서술하면서, 아수라 (악마)의 우두머리 히란야크샤가 신들을 물리치고 스바르가 (천국)를 점령했다고 간략히 언급한다. 비슈누는 세 번째 아바타라인 바라하로 악마들을 죽였다.
링가 푸라나는 비슈누가 현자 브리구의 저주로 인해 아바타라를 취했다고 언급한다. 이 푸라나는 바라하를 다샤바타라의 세 번째로 언급한다. 나라다 푸라나, 시바 푸라나, 파드마 푸라나는 바라하를 열 아바타라 중 세 번째로 놓는 데 동의한다.
바가바타 푸라나와 가루다 푸라나는 바라하를 22 아바타라 중 두 번째로 언급한다. 이들은 바라하, 즉 "희생의 주님"이 지하 세계나 물에서 대지를 구출했다고 말한다. 가루다 푸라나의 두 가지 다른 경우에 바라하는 고전적인 다샤바타라의 세 번째로 언급된다.
나라다 푸라나는 크리슈나, 바라하, 바마나, 발라라마 (할라다라)를 네 가지 발현으로 하는 차투르비유하의 변형을 가지고 있다.

### 기타 전설 및 텍스트 참조

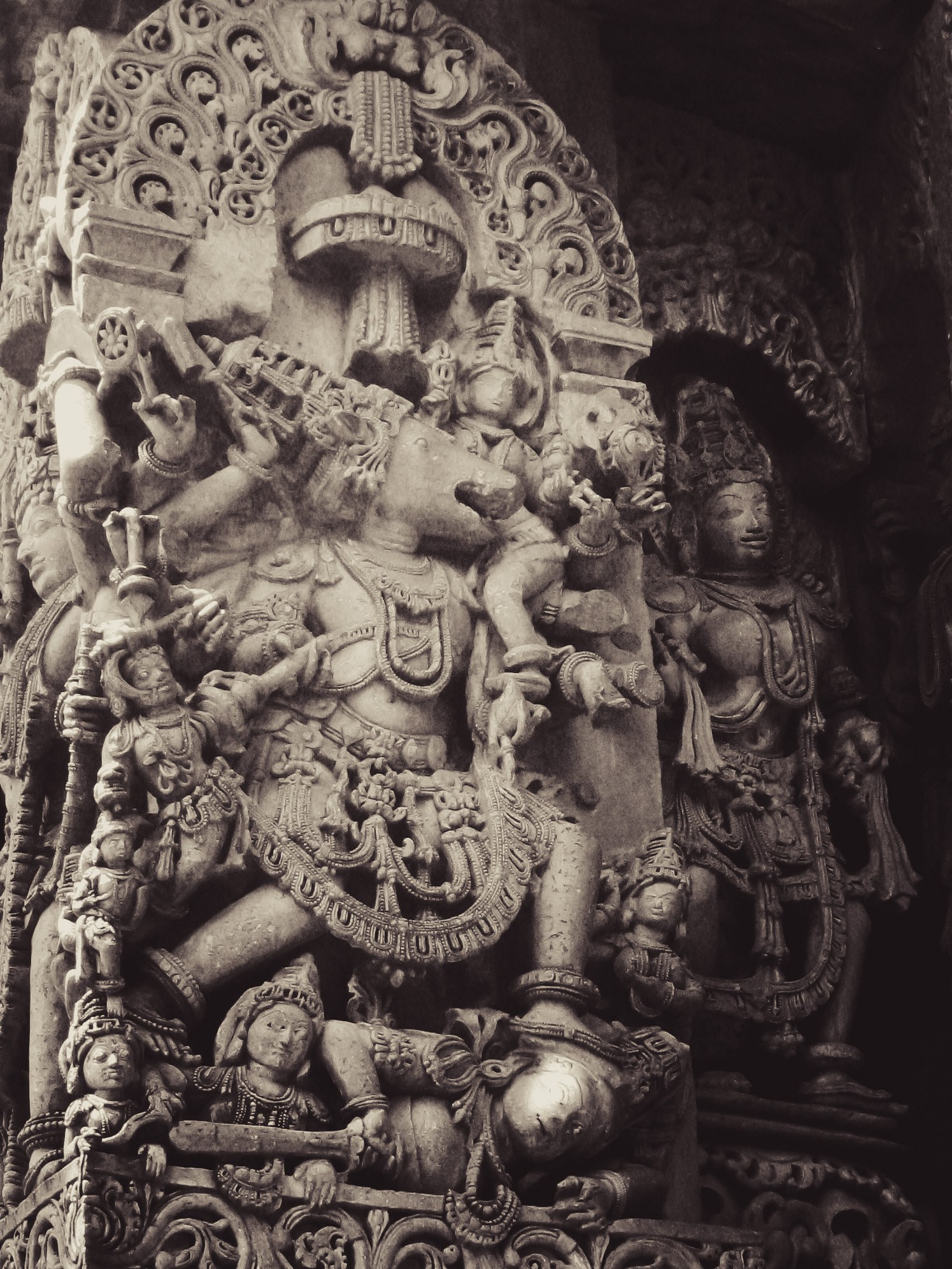
바라하가 어깨에 부미를 얹고 죽은 악마 히란야크샤를 짓밟는 모습, 호이살레스와라 사원.

링가 푸라나, 시바 푸라나, 스칸다 푸라나의 샤이바 칸다 서적은 시바의 링감 (시바의 상징적인 상징)의 기저부에 대한 이야기에서 비슈누가 바라하 형태를 취하고, 브라흐마가 시바의 링감 (시바의 상징적인 상징)의 꼭대기에 대한 이야기에서 함사 형태를 취했다고 언급한다. 한때 브라흐마와 비슈누는 우열을 다투었다. 시바 자신인 링감인 거대한 불기둥이 나타났다. 브라흐마는 함사 (백조)로 변하여 그 꼭대기를 찾기 위해 날아올랐고, 바라하는 거대한 바라하 (멧돼지)로 변하여 그 바닥을 찾기 위해 파고들었다. 그러나 둘 다 링감의 끝을 찾지 못했다. 시바는 링감 자리에 나타나 자신이 최고 존재임을 그들에게 깨우쳐주었다. 시바 푸라나는 비슈누가 이 이야기에서 동물의 타고난 굴을 파는 능력 때문에 멧돼지 형태를 선택했다고 말한다. 또한 현재의 칼파는 이 사건이 일어난 칼파의 시작 부분에서 비슈누가 바라하 형태를 취했기 때문에 바라하-칼파로 알려져 있다고 언급한다. 이 이야기는 시바가 자신인 불타는 우주 기둥에서 솟아나는 모습으로 묘사되고, 비슈누가 바라하로 바닥으로 내려가고 브라흐마가 함사로 위로 올라가는 모습으로 묘사된 시바 숭배 샤이바 종파의 링고드바바 상징으로 도상학적으로 묘사된다. 링고드바바 상징은 비슈누를 최고 존재로 제시한 비슈누의 아바타라 이론에 대항하기 위한 것이었다. 이 상징은 시바를 최고 존재의 위치로 격상시키고, 비슈누의 바라하 아바타라를 패배시켜 그를 시바보다 열등하게 만들었다. 마찬가지로 시바의 샤라바 형태는 비슈누의 사자-인간 아바타라 나라심하를 죽여 그를 격하했다.
칼리카 푸라나라는 마이너 푸라나에 나오는 또 다른 전설은 비슈누파와 시바파 신도들 사이의 종파적 갈등을 묘사한다. 바라하는 엄니로 부미를 꿰뚫어 들어 올린다. 그는 그 후 일곱 머리 뱀 세샤 (아난타)의 형태로 변신하여 자신의 머리 중 하나로 지구를 지탱한다. 그 후 바라하와 부미는 바라하와 바라히로서 정염적인 교제를 즐긴다. 그들은 수브리타, 카나카, 고라라는 세 명의 멧돼지 아들을 낳는다. 바라하와 그의 세 멧돼지 아들은 세상에 혼란을 일으킨다. 신들과 여신들은 바라하에게 멧돼지 형태를 버리라고 간다. 비슈누는 시바에게 샤라바 (바라하그나 무르티라고도 불림)의 형태를 취하여 바라하와 그의 세 아들을 죽여달라고 요청한다. 샤라바와 바라하의 수행원들은 나라심하의 도움을 받아 싸운다. 전쟁에서 나라심하는 샤라바에게 죽임을 당한다. 그 후 바라하는 샤라바에게 자신을 해체하여 자신의 몸에서 희생 도구를 만들어달라고 요청한다. 샤라바는 바라하를 죽이고 그의 세 아들을 죽인 후 그의 몸에서 희생 도구를 만들면서 응한다.
바라하는 샤크티파 (여신 중심) 서사에서 마르켄데야 푸라나에 포함된 데비 마하트미야 텍스트의 마지막 에피소드에도 나타난다. 비슈누는 바라하로서 자신의 샤크티인 바라히 (다른 신들, 즉 여덟 마트리카 여신들과 함께)를 창조하여 위대한 여신이 악마 락타비자와 싸우는 것을 돕고 그를 죽인다.
경전 바라하 푸라나는 바라하로서 비슈누가 부미에게 이야기한 것으로 여겨진다. 이 푸라나는 비슈누 숭배와 관련된 "신화와 족보"에 더 많은 부분을 할애한다. 바라하가 물에서 대지를 구원한 자로 여러 번 칭송되지만, 상세한 전설은 푸라나에 나와 있지 않다. 부미는 비슈누를 바라하로서 여러 아바타라에서 자신을 여러 번 구원한 자로 칭송하며, 바라하가 웃을 때 그의 입에서 온 우주를 본다. 사소한 우파니샤드인 바라하 우파니샤드는 바라하가 현자 리부에게 설교하는 형태로 서술된다.
아그니 푸라나, 브라흐마 푸라나, 마르켄데야 푸라나, 비슈누 푸라나는 비슈누가 메루산을 둘러싸는 산맥 외부 지역 중 하나인 케투말라-바르샤에 바라하로서 거주한다고 말한다. 바가바타 푸라나는 비슈누가 바라하와 부미와 함께 웃타라 쿠루-바르샤에 거주한다고 말한다. 바유 푸라나는 잠부드비파 근처에 바라하-드비파라는 섬이 있는데, 그곳에서는 바라하로서의 비슈누만이 숭배된다고 묘사한다.

## 도상학

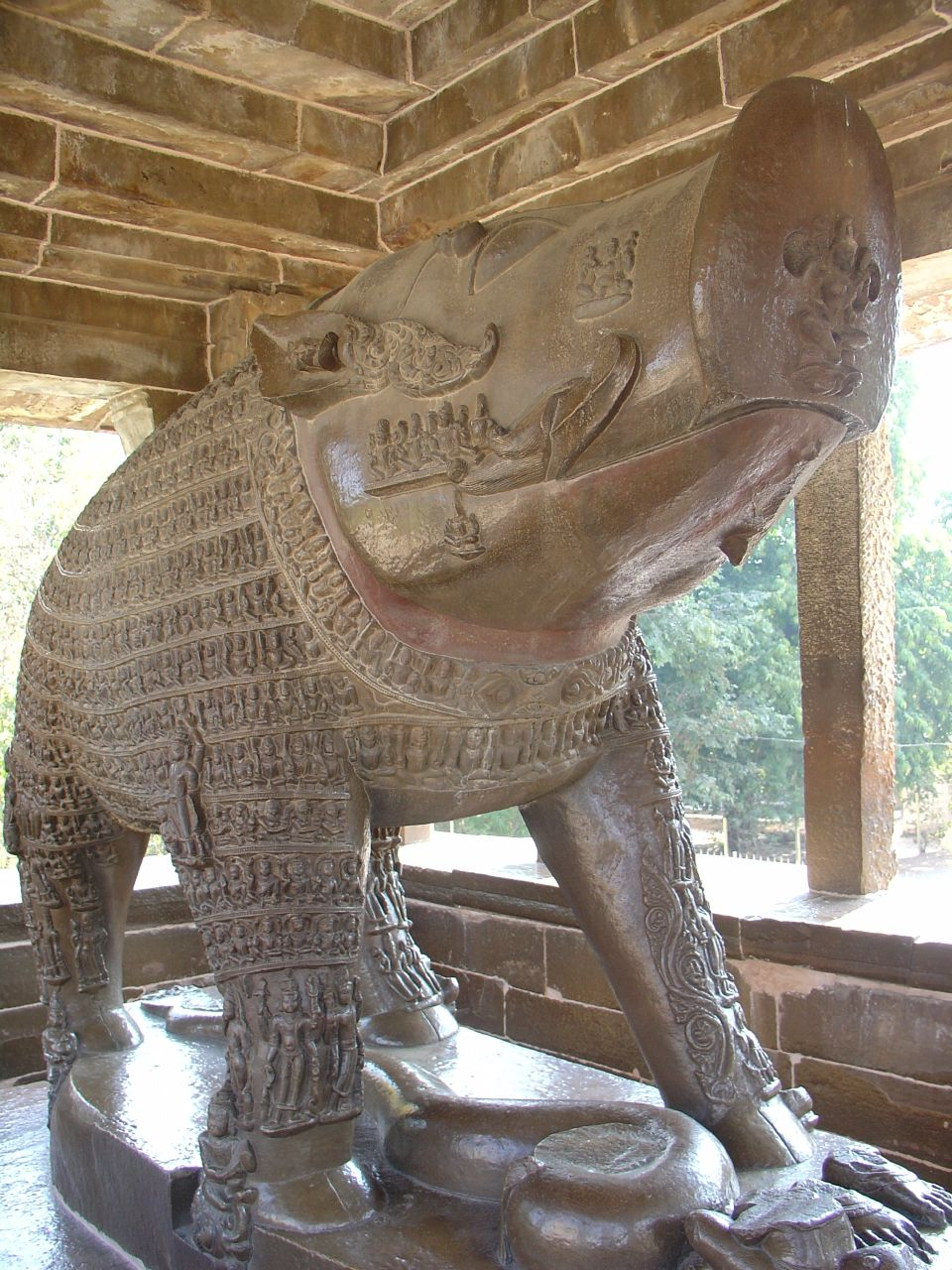
카주라호의 동물 형태 바라하. 그의 몸에는 그가 상징적으로 보호하는 성자, 현자, 신, 일곱 어머니, 그리고 수많은 존재들이 조각되어 있다. 대지 여신은 파괴되어 사라졌다.

비슈누의 처음 두 아바타라(마츠야(물고기)와 쿠르마(거북이))처럼 세 번째 아바타라 바라하는 동물 형태(멧돼지)로 또는 반인반수 형태로 묘사된다. 반인반수 형태 묘사의 주요 차이점은 처음 두 아바타라가 인간의 상반신과 동물의 하반신을 가진 모습으로 묘사되는 반면, 바라하는 동물(멧돼지)의 머리와 인간의 몸을 가지고 있다는 점이다. 반인반수 바라하의 묘사는 완전히 동물이 아닌 비슈누의 첫 번째 아바타라로, 네 번째 아바타라인 나라심하(사자 머리를 한 인간으로 묘사됨)와 유사하다.

### 텍스트 설명
아그니 푸라나는 바라하가 인간의 몸과 멧돼지 머리로 묘사된다고 설명한다. 한 구성에서는 그는 가다(가다), 샨카(소라), 연꽃을 들고 왼쪽에 락슈미를 동반한다. 다른 형태에서는 그는 왼팔꿈치에 대지 여신을 지지하고 발에는 뱀 세샤를 동반한다.
비슈누다르모타라 푸라나는 인간의 몸과 멧돼지 머리를 가진 느리-바라하("인간-멧돼지")의 도상학을 설명한다. 바라하는 접힌 팔을 한 네 팔 달린 뱀 세샤 위에 알리다 자세(한 다리는 곧게 펴고 다른 다리는 약간 구부린 자세)로 서 있는 모습으로 묘사된다. 그는 왼손에 소라를 들고 있으며, 이 팔꿈치에 접힌 손을 한 대지 여신을 지지한다. 그는 또한 가다, 연꽃, 차크라(원반)를 들고 있다. 그는 또한 히란야크샤에게 차크라를 던지거나 악마에게 창을 겨누는 모습으로도 묘사될 수 있다. 바라하는 현자 카필라처럼 명상하는 자세로도 묘사될 수 있으며, 핀다를 바치는 모습으로도 묘사될 수 있다. 그는 악마들에게 둘러싸여 전투하는 모습이나, 동물 형태로 지구를 지지하는 멧돼지로도 묘사될 수 있다. 이 텍스트는 번영을 위해 바라하 숭배를 권장한다. 악마는 역경과 무지를 의인화하는 반면, 바라하는 지혜, 부, 권력을 상징한다.
마츠야 푸라나는 바라하가 왼쪽 발은 거북이에, 오른쪽 발은 세샤의 후드에 올려놓고 서 있는 모습을 묘사한다. 들어 올린 지구는 그의 왼쪽 팔꿈치에 있어야 한다. 그의 왼손은 왼쪽에 있는 그의 샤크티 (배우자)에 놓여 있으며, 그는 연꽃과 가다를 들고 있다. 로카팔라 신들은 그를 둘러싸고 그를 숭배해야 한다.
나라다 푸라나는 바라하를 황금빛 얼굴을 하고 흰 엄니로 대지를 들고 있으며, 손에는 철퇴, 소라, 원반, 검, 투창을 들고 아바야 무드라 (확신의 손짓)를 하는 모습으로 묘사할 것을 권장한다.
스칸다 푸라나의 벤카타찰라 마하트미야는 멧돼지 얼굴을 한 네 팔의 바라하가 원반과 소라를 들고 축복(바라다 무드라)과 확신의 손짓을 한다고 언급한다. 그는 카우스투바 보석과 노란 옷을 포함한 다양한 장신구를 착용한다. 스리바차 상징은 그의 가슴에 있다. 대지 여신은 그의 왼쪽 무릎에 앉아 있다.

### 묘사
동물형에서는 바라하가 종종 독립적인 멧돼지 거상으로 묘사된다. 예를 들어, 카주라호의 바라하 일체형 조각상(기원 900–925)은 사암으로 만들어졌으며, 길이 2.6 미터 (8 ft 6 in)이고 높이 1.7 미터 (5 ft 7 in)이다. 이 조각상은 멧돼지와 현실적으로 닮지 않을 수 있으며, 양식적 목적을 위해 특징이 변경될 수 있다. 대지는 여신 부미로 의인화되어 바라하의 엄니 중 하나에 매달려 있다. 종종 이 거상은 신들, 다른 천상의 존재들, 현자들, 의인화된 행성들, 별들, 다른 세상의 생물들의 작은 인형들로 장식되어 있는데, 이는 모든 창조물을 상징한다. 언어와 지식의 여신 사라스와티는 종종 그의 혀에 묘사되며, 브라흐마는 종종 그의 머리에, 시바와 파르바티는 그의 이마와 목에 묘사된다. 카주라호 외에도 에란, 무라다바드, 바도흐, 괄리오르, 잔시, 아파사드에서 이러한 조각상들이 발견된다.

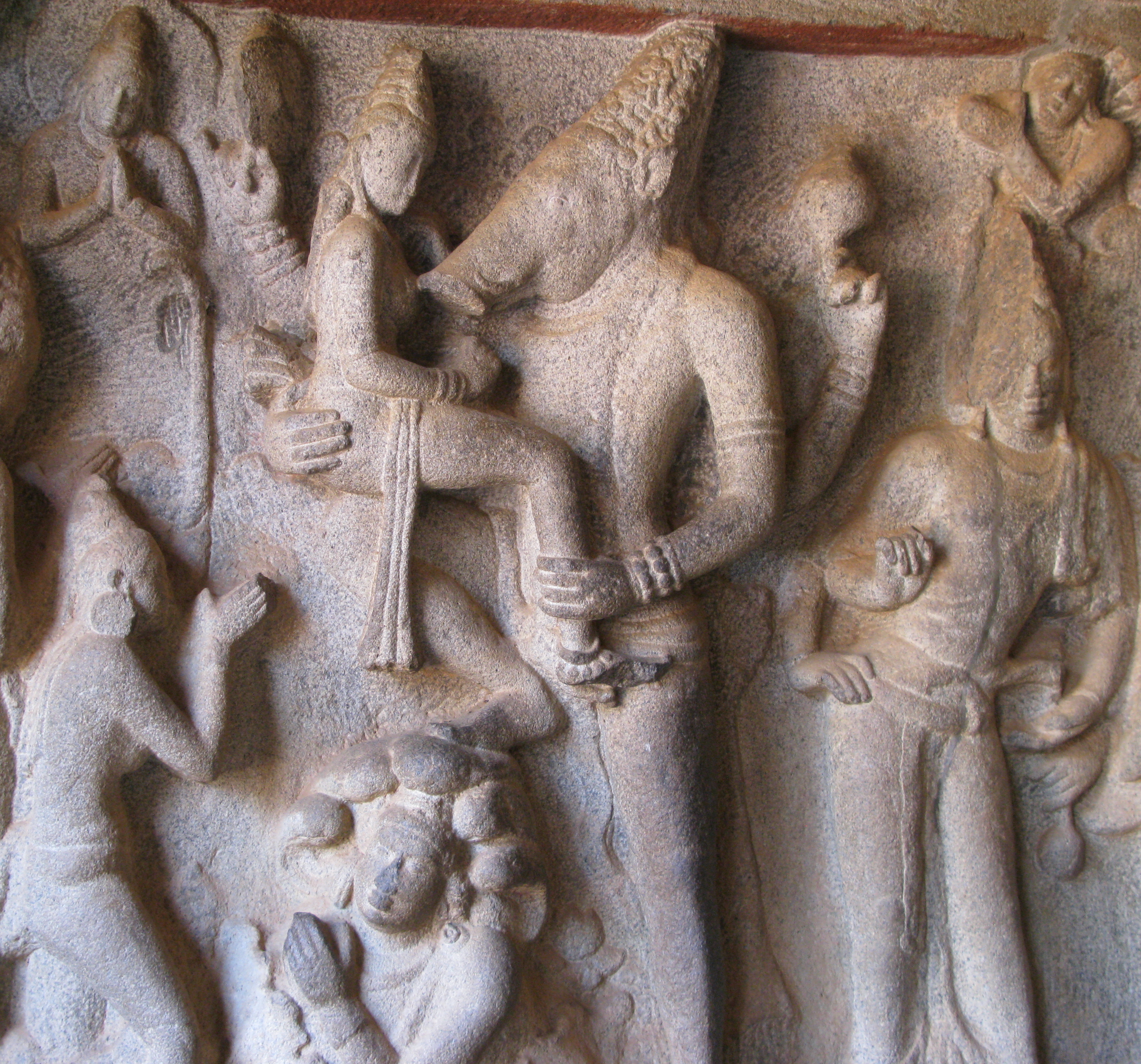
드물게 오른쪽을 향한 바라하가 부데비를 안고 있는 모습, 7세기 CE, 마하발리푸람.

인간형으로 묘사된 바라하는 종종 동물형 모델과 유사하게 양식화된 멧돼지 얼굴을 가지고 있다. 주둥이는 더 짧을 수 있다. 엄니의 위치와 크기도 변경될 수 있다. 귀, 뺨, 눈은 일반적으로 인간의 것을 기반으로 한다. 우다야기리와 에란의 초기 조각가들은 멧돼지 머리를 인간의 몸에 어떻게 부착할지 문제에 직면했고 인간의 목을 보여주지 않았다. 그러나 바다미에서는 인간의 목을 포함함으로써 문제가 해결되었다. 일부 조각상에는 갈기가 표시되어 있지만, 다른 조각상에서는 갈기가 생략되고 비슈누 도상학의 전형적인 높은 원뿔형 왕관으로 대체된다. 바라하 조각상들은 일반적으로 오른쪽을 올려다본다. 왼쪽을 향한 바라하 묘사는 매우 드물다.
바라하는 네 개의 팔을 가지고 있는데, 그중 두 개는 수다르샤나차크라 (원반)와 판차자냐 (소라)를 들고 있고, 다른 두 개는 가다, 도검, 또는 연꽃을 들고 있거나 그중 하나가 바라다 무드라 (축복의 손짓)를 한다. 바라하는 그의 네 손에 비슈누의 모든 속성들, 즉 수다르샤나 차크라, 판차자냐, 가다, 그리고 연꽃을 들고 있을 수 있다. 때때로 바라하는 비슈누의 두 가지 속성, 즉 샨카와 가다를 여성으로 의인화하여 들고 있을 수 있다. 바라하는 또한 바이얀티 (숲 꽃으로 만든 화환)를 착용할 수도 있는데, 이는 비슈누 상징의 일반적인 특징이다. 바라하는 종종 튼튼한 체격과 영웅적인 자세로 묘사된다. 그는 종종 지구를 구출하면서 바다에서 의기양양하게 솟아나는 모습으로 묘사된다.
인도 조각에서 지구는 여신 부미로 묘사될 수 있다. 부미는 종종 상징에서 작은 인물로 묘사된다. 그녀는 바라하의 엄니 중 하나에 앉아 있거나 매달려 있을 수도 있고, 그의 접힌 팔꿈치나 어깨 한쪽에 앉아 엄니나 주둥이에 몸을 기대어 물에서 들어 올려지는 모습으로 나타날 수도 있다. 후기 인도 회화에서는 지구 전체 또는 일부가 바라하의 엄니에 의해 들어 올려지는 모습으로 묘사된다. 마하발리푸람에서는 드물게 바라하가 부미를 팔에 안고 내려다보는 애정 어린 모습이 그려져 있다. 지구는 지구본, 산이 있는 평평한 땅, 또는 건물, 사원, 인간, 새, 동물들이 있는 정교한 숲 풍경으로 묘사될 수 있다. 패배한 악마는 바라하의 발밑에 짓밟히거나 바라하와의 전투에서 죽임을 당하는 모습으로 묘사될 수 있다. 나가 (뱀 신)와 그들의 배우자 나가니 (뱀 여신), 지하 세계의 거주자들은 헌신의 표시로 손을 모으고 바다에서 수영하는 모습으로 묘사될 수 있다. 바라하는 또한 뱀이나 다른 작은 생물 위에 서 있는 모습으로 묘사될 수 있는데, 이는 우주적인 물을 나타낸다. 때때로 락슈미 - 비슈누의 주 배우자 -는 바라하의 오른발 근처에 묘사된다.
우다야기리 바라하 패널은 바라하 전설의 정교한 묘사의 예시이다. 그것은 대지 여신을 매달린 여성으로, 영웅을 거대한 거인으로 표현한다. 그의 성공은 4세기 가치 있고 존경받는 신성한 인물들과 인간 인물들의 은하수에 의해 환호받는다. 개별 인물들의 도상학은 힌두교 문헌에서 발견된다.
바라하의 두 가지 도상학적 형태가 인기 있다. 야즈나 (희생)를 나타내는 야즈나 바라하는 사자좌에 앉아 있으며 부미와 락슈미를 양쪽에 두고 있다. 프랄라야 (우주의 해체) 단계에서 지구를 들어 올리는 것을 의미하는 프랄라야 바라하는 부미와 함께만 묘사된다. 바라하는 락슈미와만 함께 묘사될 수도 있다. 그러한 조각상에서는 비슈누의 속성으로 비슈누와 동일하게 도상학적으로 묘사될 수 있으며, 멧돼지 머리가 그 상징이 바라하임을 식별하게 한다. 락슈미는 그러한 묘사에서 그의 허벅지에 앉아 있을 수 있다.
바라하는 종종 다샤바타라 석판에 나타나는데, 이 석판에는 비슈누의 열 가지 주요 아바타라가 묘사되어 있으며 때로는 비슈누를 둘러싸고 있다. 바이쿤타 차투르무르티 (비슈누의 네 머리) 이미지에서 멧돼지는 왼쪽 머리로 표시된다. 바라하의 샤크티 (에너지 또는 배우자)는 마트리카 (어머니 여신) 바라히인데, 그녀는 신처럼 멧돼지 머리를 가지고 묘사된다. 비슈누다르모타라 푸라나는 시바의 링고드바바 상징에서 바라하가 멧돼지로 묘사되어야 한다고 규정한다.

## 진화

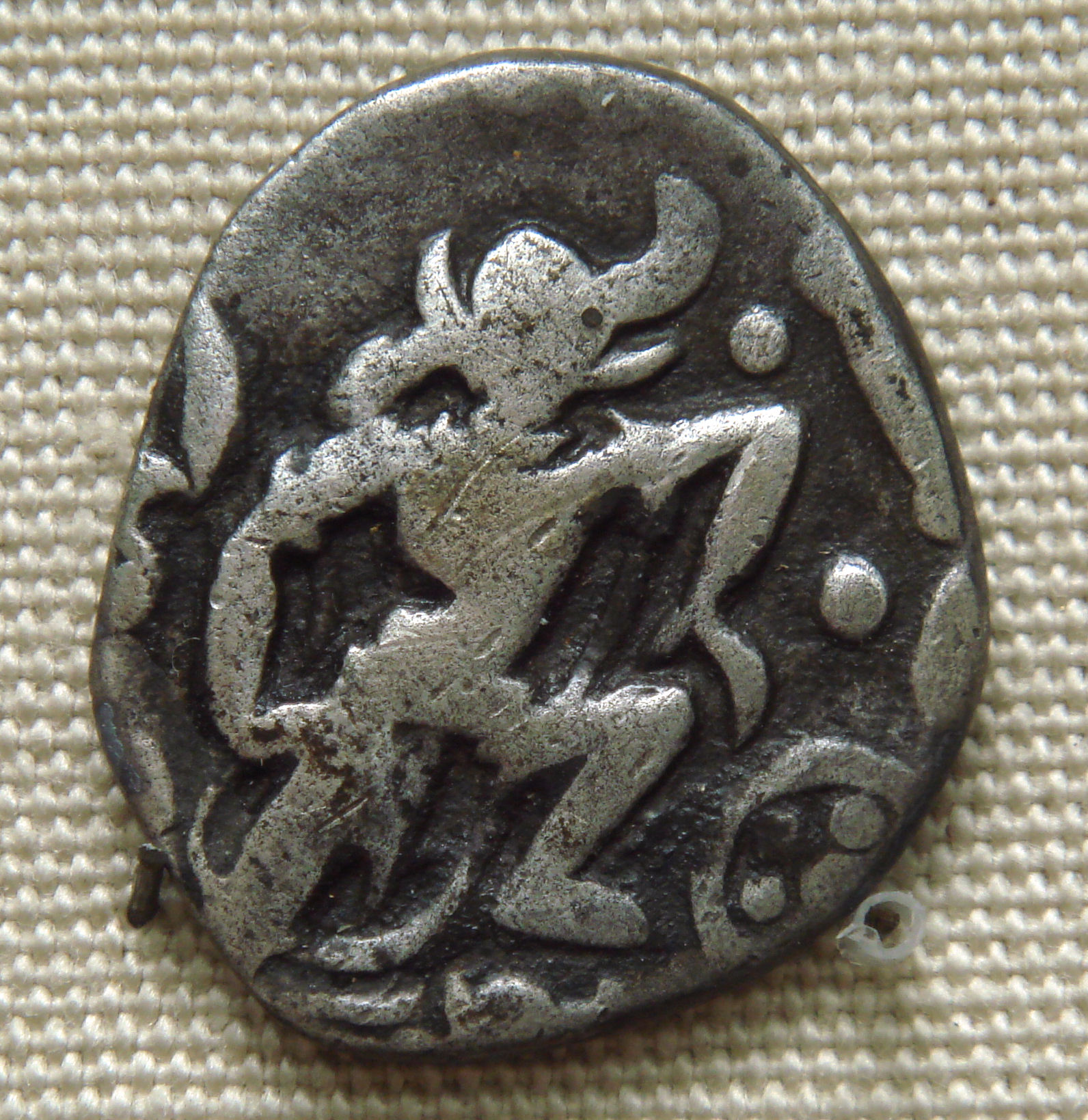
구르자라-프라티하라 왕조 왕 미히라 보야의 통치 시기(850–900 CE)로 추정되는 동전에 새겨진 바라하, 대영박물관.

가장 초기의 바라하 상은 마투라에서 발견되며, 기원 1세기에서 2세기경으로 거슬러 올라간다. 굽타 시대 (4세기–6세기)의 중인도 사원과 고고학 유적지에서는 바라하 조각상과 비문이 많이 발견되었는데, 이는 이 시기에 이 신에 대한 숭배가 있었음을 의미한다. 여기에는 우다야기리 동굴의 인간형과 에란의 동물형이 포함된다. 다른 초기 조각상들은 카르나타카주의 바다미 동굴 사원(6세기), 남인도의 마하발리푸람의 바라하 동굴 사원(7세기), 서인도의 엘로라 석굴(7세기)에 존재한다. 7세기경에는 북쪽의 카슈미르를 포함하여 인도 전역에서 바라하 상이 발견되었다. 10세기경에는 카주라호(현존하지만 숭배는 중단됨), 우다이푸르, 잔시 (현재 폐허) 등에 바라하 전용 사원이 세워졌다. 멧돼지는 1천년 동안 "잠재력의 상징"으로 칭송되었다.
찰루키아 왕조 (543–753)는 바라하를 문장으로 채택하고 바라하가 새겨진 동전을 주조한 최초의 왕조였다. 구르자라-프라티하라 왕조의 왕 미히라 보야 (836–885 CE)는 아디-바라하라는 칭호를 사용했으며, 바라하 이미지가 새겨진 동전도 주조했다. 바라하는 남인도의 촐라 왕조 (기원전 4세기–기원 1279년)와 비자야나가라 제국 (1336–1646 CE)에 의해 왕실 휘장의 일부로도 채택되었다. 카르나타카주에서는 아이홀레의 기둥에 새겨진 동물형 바라하 이미지가 있는데, 이는 비자야나가라의 문장으로 해석되는데, 이는 십자 표시된 태양, 원반, 소라와 함께 나타나기 때문이다.
그러나 12세기부터 무슬림의 인도 영향으로 인해 멧돼지와 관련 동물인 돼지가 오염된 것으로 간주되기 시작했다. 무슬림들은 돼지를 부정한 동물로 여겼다. 이로 인해 바라하에 대한 "태도 변화"가 일어났다. 바라하는 한때 특히 중인도에서 컬트적인 추종을 누렸지만, 오늘날에는 그의 숭배가 현저히 감소했다.
역사가 수니티 쿠마르 채터지 박사에 따르면, 보로족은 자신들의 신화적 기원을 바라하에게서 찾는다.
일부 학자들은 바라하 아바타라가 멧돼지가 아니라 외뿔 코뿔소라고 믿지만, 이는 틀렸다고 입증되었다.

## 상징주의

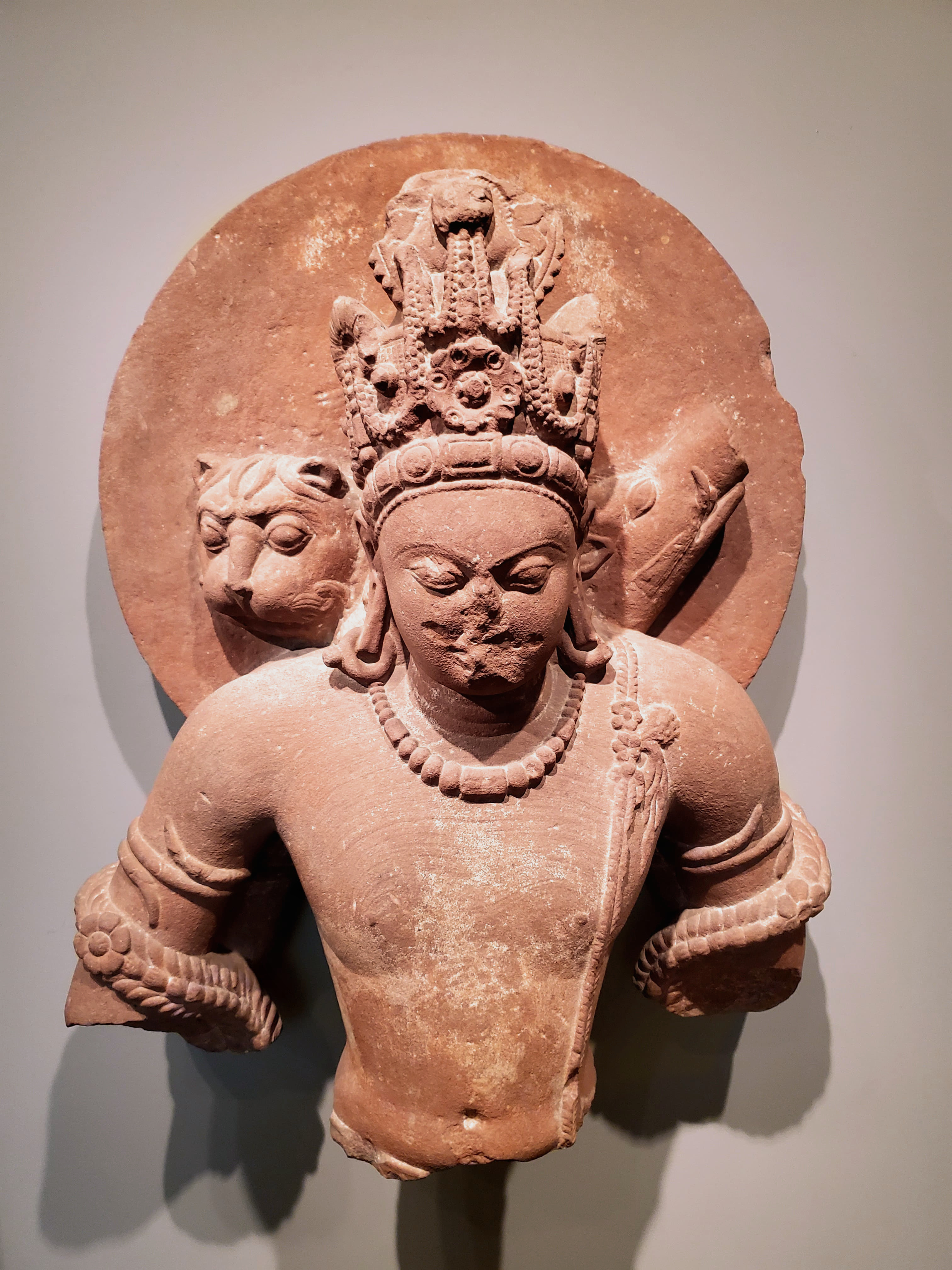
바이쿤타 차투르무르티 비슈누 상에서 왼쪽 머리로서의 바라하. 마투라, 굽타 시대, 5세기 중반 CE. 보스턴 미술관.

바라하는 야즈나 (희생)를 상징하며, 대지의 영원한 수호자이다. 바라하는 의례적인 희생을 통해 세상의 혼돈 속에 질서를 가져오는 최고 존재의 구현체이다. 다양한 경전은 바라하와 희생의 동일성을 반복하며, 그의 신체 부위를 희생의 도구와 참여자에 비유한다. H. H. 윌슨에 따르면, 바라하 전설은 성스러운 의식을 통해 죄로부터 대지가 부활하는 것을 상징한다. 비슈누는 희생과 동일시된다. 바타 바스카라는 바라하를 소마 희생의 수티아 날, 즉 소마 의례 음료가 소비되는 날과 동일시한다. 한 이론은 바라하가 희생과 동일시되는 것은 초기 희생 동물로서 멧돼지가 사용되었기 때문이라고 주장한다.
바라하의 왕실 묘사에서는 이 상징이 왕실 봉헌을 위한 라자수야 희생 또는 주권을 확립하기 위한 아슈바메다 희생을 암시하는 것으로 해석된다. 바라하 상징은 여신 지구(왕국)를 납치하고 괴롭히는 악마로부터 구출하는 전사 왕의 역할을 설명한다. 이는 옳음과 그름, 선악, 그리고 선하고 올바른 다르마를 구하기 위해 기꺼이 깊이 나아가 필요한 일을 하는 사람의 싸움을 상징한다. 그는 악마적인 세력에 의해 감금된 무고한 여신과 약자들을 보호하는 자이다. 이 조각상은 일반적으로 억압적인 악마 히란야크샤를 성공적으로 죽이고, 여신 지구(프리티비, 부미)를 찾아 구출하여 여신이 안전하게 돌아온 상징적인 장면을 보여준다. 동물 형태이든 인간 형태이든, 승리한 영웅 바라하는 시바와 브라흐마를 포함한 모든 신들과 힌두교의 현자들과 성인들과 함께한다. 이것은 정당한 전사들이 약자와 모든 형태의 지식의 전달자를 보호해야 하며, 신들이 구원을 승인하고 격려한다는 것을 상징한다.
여러 성서들은 멧돼지 형태가 태초의 물에서 지구를 구출하기 위해 취해졌다고 말한다. 이 동물은 물에서 노는 것을 좋아하기 때문이다. 윌슨은 이 전설이 "호수성" 포유류의 지구 초기 역사에서의 홍수 또는 진화에 대한 암시일 수 있다고 추측한다.
또 다른 이론은 바라하를 농업을 위한 경작과 연결시킨다. 멧돼지가 자연에서 엄니로 땅을 갈면 식물이 그 자리에서 빠르게 싹튼다. 농업의 맥락에서 로이는 바라하를 구름과 연관시키는데, 바라하의 베다 어원과 게르만 신화에서 돼지가 "구름, 천둥, 폭풍"과 연관되는 것과 유사하다. 구름으로서의 멧돼지는 여름이나 가뭄의 악마를 끝낸다.
다양한 이론들은 오리온자리를 바라하와 연관시킨다; 비록 이 별자리는 다른 신들과도 연관되어 있지만 말이다. 가을에 비슈누 또는 프라자파티(태양)는 남반구(저승 또는 대양과 동일시됨)로 들어가고, 춘분에 오리온, 즉 멧돼지로서 돌아온다.
바이쿤타 차투르무르티 상징이 차투르비유하 개념과 연결될 때, 바라하는 영웅 아니룻다와 에너지와 연관된다.

## 숭배

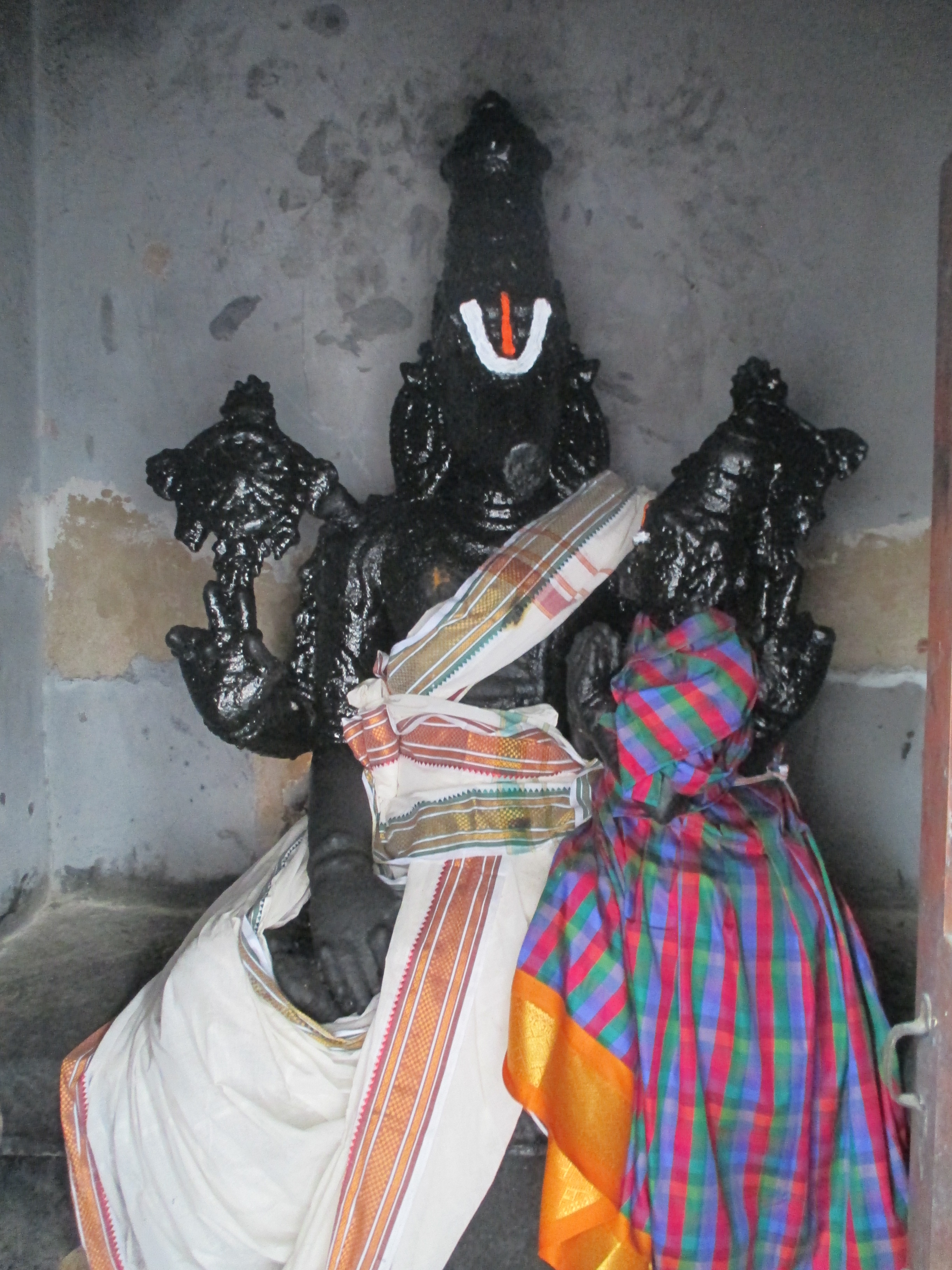
수다라바라다 페루말 사원에서 보조 신으로 숭배되는, 그의 무릎에 배우자를 안고 있는 바라하.

바라하의 가장 유명한 사원은 안드라프라데시주 티루말라에 있는 스리 바라하스와미 사원이다. 이 사원은 티루파티 근처 티루말라에 있는 스와미 푸슈카리니라는 사원 연못가에 위치하며, 티루말라 벤카테스와라 사원 (벤카테스와라 형태의 또 다른 비슈누 사원)의 북쪽에 있다. 이 지역은 바라하의 거처인 아디-바라하 크셰트라라고 불린다. 이 장소의 전설은 다음과 같다. 사트야 유가 (네 시대 주기 중 첫 번째 시대; 현재는 네 번째 시대)가 끝날 무렵, 바라하의 신도들이 그에게 지상에 머물러 달라고 요청하자, 바라하는 그의 탈것인 가루다에게 그의 거처 바이쿤타에서 그의 신성한 정원 크리다찰라를 벤카타 언덕, 티루말라로 가져오라고 명령했다. 벤카테스와라는 바라하의 허락을 받아 그의 주요 사원인 티루말라 벤카테스와라 사원이 있는 이 언덕에 거주했다고 묘사된다. 따라서 순례자들은 벤카테스와라보다 바라하를 먼저 숭배해야 한다. 아트리 삼히타 (사무르타르차나디카라)에서는 바라하가 이곳에서 아디 바라하, 프랄라야 바라하, 야즈나 바라하의 세 가지 형태로 숭배된다고 묘사한다. 성소의 이미지는 아디 바라하이다.
스칸다 푸라나의 벤카타찰라 마하트미야는 바라하가 부데비와 함께 티루파티의 스와미 푸슈카리니 호숫가에 거주한다고 말한다. 바라하는 지구를 구한 후 그곳 밀림에서 쉬었다고 한다. 바라하는 호수 근처 숲을 광채나는 멧돼지 모습으로 돌아다닌다. 바수라는 부족장이 멧돼지를 따라갔는데, 멧돼지는 개미집으로 들어갔다. 바수는 개미집을 파지만 멧돼지를 찾을 수 없었고, 결국 피로로 쓰러졌다. 그의 아들이 그를 발견했다. 바라하는 바수에게 빙의하여 톤다만 왕에게 그곳에 자신의 사원을 짓도록 알리라고 지시한다. 바라하는 또한 벤카타찰라 마하트미야의 한 부분에서 벤카테스와라의 이야기를 대지에게 들려주는 화자로 제시되는데, 벤카테스와라의 주요 사원은 티루파티에 있다.
또 다른 중요한 사원은 타밀나두주 스리무시남에 있는 부 바라하 스와미 사원이다. 이 사원은 16세기 후반 탄자부르 나야크 통치자 크리슈나파 2세에 의해 지어졌다. 바라하상은 스와얌부 (자연 발생) 상으로 간주되며, 여덟 개의 자연 발생 스와얌뱌크타 크셰트라 중 하나이다. 프라카람 (주 신전 주위의 순회 통로)에 있는 비문은 스리무시나 마하트미야 (지역 전설)의 전설을 인용하여 태양이 특정 황도대에 들어가는 연간 12개월 동안 축제를 지키면 얻는 신앙심을 언급한다. 이 사원은 힌두교도와 무슬림 모두에게 존경받는다. 두 공동체는 매년 마시 (2월–3월) 월에 열리는 연례 사원 축제에서 우트사바르 (축제상)를 행렬에 태운다. 이 신은 많은 기적을 일으킨 것으로 알려져 있으며 무슬림들에게 바라하 사이브라고 불린다.
푸슈카르의 바라하 사원도 스와얌뱌크타 크셰트라 목록에 포함되어 있다. 가루다 푸라나는 바라하가 매년 카르티카 월에 푸슈카르 호수 근처에서 희생 의례를 수행한다고 말한다. 파드마 푸라나는 브라흐마가 우주의 이익을 위해 푸슈카르에서 큰 희생 의례를 조직한다고 서술한다. 바라하는 희생 (그의 희생적 속성들이 재확인됨)의 구현체로 나타나 희생 의례를 방해하거나 악으로부터 보호한다. 브라흐마는 바라하에게 항상 푸슈카르의 성스러운 장소 (코카무카와 동일시됨)에 거주하며 보호해 달라고 요청한다.
바라하 신전은 디비아 데삼 (비슈누의 108개 거처 목록)에도 포함되어 있다. 여기에는 칸치푸람의 카마크시 암만 사원 단지에 위치한 아디 바라하 페루말 신전 티루칼바누르와 마하발리푸람에서 15 km 떨어진 티루비단다이가 포함된다.
바라하가 거주하는 또 다른 순례지는 브라흐마 푸라나에 바이타라니강과 비라자 사원, 우트칼라 (현대 오디샤주) 근처에 언급되어 있다 (바라하나타 사원 참조).
서벵골주의 무라드푸르에서는 바라하의 가장 초기에 알려진 이미지 중 하나인 2.5-미터 (8 ft 2 in) 동물형 바라하 이미지(8세기)에 숭배가 드려진다. 7세기 아파사드의 인간형 바라하 이미지는 여전히 비교적 현대적인 사원에서 숭배되고 있다. 바라하에게 봉헌된 다른 사원들은 안드라프라데시주 (바라하와 나라심하의 결합 형태에 봉헌된 바라하 락슈미 나라심하 사원, 심하찰람 포함), 하리아나 프라데시의 바라하 칼란, 그리고 락슈미 바라하 사원, 카르나타카주의 마라반테와 칼라할리, 케랄라주의 판니유르 스리 바라하무르티 사원, 케랄라주 티루바난타푸람의 스리바라함 락슈미 바라하 사원, 케랄라주 에르나쿨람의 스리 바라하 스와미 사원, 바라푸자, 케랄라주 에르나쿨람의 아제칼 스리 바라하 사원, 마디아프라데시주의 마졸리, 오디샤주의 락슈미 바라하 사원, 아울, 타밀나두주, 우타르프라데시주에 위치한다. 바라하 사원은 카르나타카주 마이소르의 마이소르 궁전 부지에도 위치한다. 라자스탄주 빈말의 바라하시암 사원에도 8 ft 크기의 바라하 상이 있다.

## 같이 보기
- 바라하 우파니샤드
- 나라심하
- 바라히

## 참고 문헌
- Aiyangar, Narayan (1901). 《Essays On Indo Aryan Mythology》. 마드라스: Addison and Company.
- Brockington, J. L. (1998). 《The Sanskrit Epics》. BRILL Academic. ISBN 90-04-10260-4.
- Dutt, Manmatha Nath (1896). 《Markandeya Puranam》. 《Internet Archive》 (Elysium Press).
- Lochtefeld, James G. (2002). 《The Illustrated Encyclopedia of Hinduism: A-M》. The Rosen Publishing Group. ISBN 0-8239-2287-1.
- Nagar, Shanti Lal (2005). 《Brahmavaivarta Purana》. Parimal Publications.
- Nanditha Krishna (2009). 《Book Of Vishnu》. Penguin Books India. ISBN 978-0-14-306762-7. 2013년 1월 5일에 확인함.
- Nanditha Krishna (2010). 《Sacred Animals of India》. Penguin Books India. ISBN 978-0-14-306619-4.
- Rao, T.A. Gopinatha (1914). 〈Dasavataras of Vishnu: The Varahavatara〉. 《Elements of Hindu iconography》. 1: Part I. Madras: Law Printing House. 128–145쪽.
- Roy, J. (2002). 《Theory of Avatāra and Divinity of Chaitanya》. Atlantic. ISBN 978-81-269-0169-2.
- Wilson, H. H. (Horace Hayman) (1862). 《The Vishnu Purána : a system of Hindu mythology and tradition》. Works by the late Horace Hayman Wilson VI. Princeton Theological Seminary Library. London : Trübner.
  - Wilson, H. H. (Horace Hayman) (1862b). 《The Vishnu Purána : a system of Hindu mythology and tradition》. Works by the late Horace Hayman Wilson VII. Princeton Theological Seminary Library. London : Trübner.
  - Wilson, H. H. (Horace Hayman) (1862a). 《The Vishnu Purána : a system of Hindu mythology and tradition》. Works by the late Horace Hayman Wilson X. Princeton Theological Seminary Library. London : Trübner.
- Shastri, J.L. (1990) [1951]. 《Linga Purana - English Translation - Part 1 of 2》 1. Motilal Banarsidass Publishers Pvt. Ltd.
- Shastri, J. L.; Bhatt, G. P.; Gangadharan, N. (1998) [1954]. 《Agni Purana》. Motilal Banarsidass Publishers Pvt. Ltd.
- Tagare, G. V. (2002) [1958]. 《Brahmanda Purana》 I. Motilal Banarsidass Publishers Pvt. Ltd.
  - Tagare, G. V. (2002a) [1958]. 《Brahmanda Purana》 I. Motilal Banarsidass Publishers Pvt. Ltd.
- Talukdar of Oudh (1916). 《The Matsya Puranam》.
- Tagare, G. V. (1960). 《The Vayu Purana》 1. Motilal Banarsidass Publishers Pvt. Ltd.
  - Tagare, G. V. (1960a). 《The Vayu Purana》 2. Motilal Banarsidass Publishers Pvt. Ltd.
- 《Brahma Purana》. UNESCO collection of Representative Works - Indian Series. Motilal Banarsidass. 1955.
- 《The Garuda Purana》 1. Motilal Banarsidas. 2002 [1957].
  - 《The Garuda Purana》 2. Motilal Banarsidas. 2002 [1957].
  - 《The Garuda Purana》 3. Motilal Banarsidas. 2002 [1957].
- Gupta, Anand Swarup (1972). 《The Kūrma Purāṇa (with English translation)》. All-India Kashi Raj Trust.
- 《The Narada Purana》 1. Motilal Banarsidas. 1995 [1950].
  - 《The Narada Purana》 3. Motilal Banarsidas. 1997 [1952].
  - 《The Narada Purana》 4. Motilal Banarsidas. 1997 [1952].
  - 《The Narada Purana》 5. Motilal Banarsidas. 1952.
- Shastri, J. L. (2002) [1950]. 《The Śiva Purāṇa》 1. Motilal Banarsidas.
  - Shastri, J. L. (2000) [1950]. 《The Śiva Purāṇa》 2. Motilal Banarsidas.
  - Shastri, J. L. (2002a) [1950]. 《The Śiva Purāṇa》 4. Motilal Banarsidas.
- Shastri, J. L.; Tagare, G. V. (1999) [1950]. 《The Bhāgavata Purāṇa》. Motilal Banarsidas.
- Deshpande, Dr. N A (1988). 《Padma Purana》. UNESCO collection of Representative Works - Indian Series 1. Motilal Banarsidas.
  - Deshpande, Dr. N A (1989). 《Padma Purana》. UNESCO collection of Representative Works - Indian Series 2. Motilal Banarsidas.
  - 《Padma Purana》 3. Motilal Banarsidas. 1999 [1951].
  - 《Padma Purana》 7. Motilal Banarsidas. 1952.
  - 《Padma Purana》 9. Motilal Banarsidas. 1956.
- Shah, Priyabala (1990). 《Shri Vishnudharmottara》. The New Order Book Co.
- 《The Varaha Purana》. UNESCO collection of Representative Works - Indian Series 1. Motilal Banarsidas. 1960.
- 《The Skanda Purana》 3. Motilal Banarsidas. 1990 [1951].
  - 《The Skanda Purana》 4. Motilal Banarsidas. 1951.
  - 《The Skanda Purana》 12. Motilal Banarsidas. 2003 [1955].
- Dutt, Manmatha Nath, 편집. (1897). 《A Prose English Translation Of Harivamsha》. Elysium Press.
- Becker, Catherine (2010). 《Not Your Average Boar: The Colossal Varāha at Erāṇ, an Iconographic Innovation》. 《Artibus Asiae》. 2 70. 123–149쪽. JSTOR 20801634.
- Verma, A. (2012). 《Temple Imagery from Early Mediaeval Peninsular India》. Ashgate. ISBN 978-1-4094-3029-2.